# تاريخ الكنيسة الكاثوليكية
وفقًا للتقاليد، بدأ تاريخ الكنيسة الكاثوليكية مع يسوع المسيح وتعاليمه (حوالي 5 قبل الميلاد حتى 30 م) والكنيسة الكاثوليكية هي استمرار للمجتمع المسيحي المبكر التي أسسها تلاميذ يسوع. تعتبر الكنيسة أن أساقفتها هم خلفاء رسل يسوع وزعيم الكنيسة هو أسقف روما (المعروف أيضًا باسم البابا) ليكون الخليفة الوحيد للقديس بطرس، الذي خدم في روما في القرن الأول الميلادي، بعد تعيينه من قبل يسوع رئيسا للكنيسة. بحلول نهاية القرن الثاني، بدأ الأساقفة يتجمعون في سينودس إقليمي لحل المسائل العقائدية والسياساتية. بحلول القرن الثالث، اتخذ أسقف روما دور قاض محكمة استئناف لحل المشاكل التي لم يتمكن الأساقفة الآخرون من حلها.
انتشرت المسيحية في جميع أنحاء الإمبراطورية الرومانية المبكرة، على الرغم من الاضطهاد بسبب النزاعات مع دين الدولة الوثنية. في عام 313، تم تقليل نضالات الكنيسة المبكرة بسبب تقنين المسيحية من قبل الإمبراطور قسطنطين الأول. في عام 380، في عهد الإمبراطور ثيودوسيوس الأول، أصبحت الكاثوليكية دين الدولة للإمبراطورية الرومانية بموجب مرسوم الإمبراطور، الذي استمر حتى سقوط الإمبراطورية الغربية، وبعد ذلك مع الإمبراطورية الرومانية الشرقية، حتى سقوط القسطنطينية. خلال هذا الوقت، فترة المجالس المسكونية السبعة، كان هناك خمسة أبرشيات أساسية (سلطات داخل الكنيسة الكاثوليكية) وفقًا لـ يوسايبوس وهي: روما، القسطنطينية، أنطاكية، القدس، والإسكندرية، والمعروفة باسم الخمسية.
حافظت معارك تولوز على الغرب الكاثوليكي، على الرغم من أن روما نفسها قد خربت في 850، وتم حصار القسطنطينية. في القرن الحادي عشر، تطورت العلاقات المتوترة بالفعل بين الكنيسة اليونانية بالدرجة الأولى في الشرق، والكنيسة اللاتينية في الغرب، إلى الانقسام بين الشرق والغرب، ويرجع ذلك جزئيًا إلى النزاعات على السلطة البابوية. أثبتت الحملة الصليبية الرابعة وطرد القسطنطينيين من قبل الصليبيين المنشقين الخرق الأخير. قبل وأثناء القرن السادس عشر، انخرطت الكنيسة في عملية الإصلاح والتجديد. يُعرف الإصلاح خلال القرن السادس عشر باسم الإصلاح المضاد. في القرون اللاحقة، انتشرت الكاثوليكية على نطاق واسع في جميع أنحاء العالم على الرغم من انخفاضها في قبضتها على السكان الأوروبيين بسبب نمو البروتستانتية وكذلك بسبب الشكوك الدينية أثناء وبعد التنوير. قدم المجمع الفاتيكاني الثاني في الستينيات أهم التغييرات في الممارسات الكاثوليكية منذ مجلس ترينت قبل أربعة قرون.

## بدايات الكنيسة

### الأصول

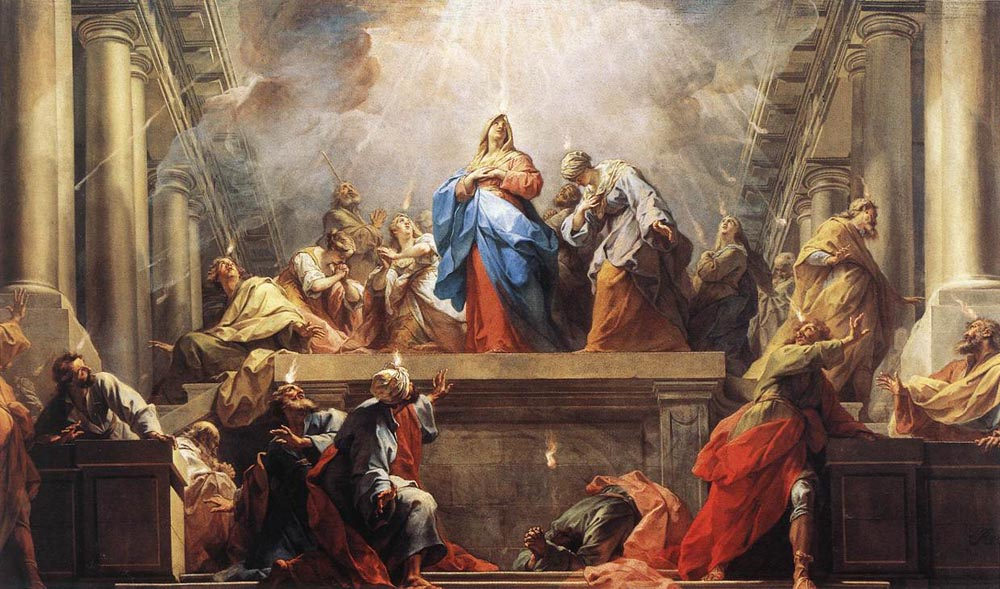
لوحة لعيد العنصرة، رسمها جان الثاني ريستوت، 1732

وفقا للتقاليد الكاثوليكية، تأسست الكنيسة الكاثوليكية على يد يسوع المسيح. يسجل العهد الجديد أنشطة يسوع وتعليمه وتعيينه للرسل الاثني عشر وتعليماته لهم لمواصلة عمله. تعلم الكنيسة الكاثوليكية أن مجيء الروح القدس على الرسل، في حدث يعرف باسم عيد العنصرة، يدل على بداية الخدمة العامة للكنيسة. يرى الكاثوليك أن القديس بطرس كان الأسقف الأول لروما والمكلف لينوس أسقفها التالي، وبالتالي بدأ السلسلة الغير منقطعة الذي يصل إلى البابا الحالي. أي أن الكنيسة الكاثوليكية تحافظ على الخلافة الرسولية لأسقف روما، البابا - خليفة القديس بطرس.
في سرد اعتراف بطرس الموجود في إنجيل متى، يصف السيد المسيح بطرس بأنه «الصخرة» التي ستُبنى عليها كنيسة المسيح. بينما يقول بعض العلماء أن بطرس كان أول أساقفة روما، يقول آخرون أن المؤسسة البابوية لا تعتمد على فكرة أن بطرس كان أسقف روما أو حتى على وجوده في أي وقت مضى روما. يرى العديد من العلماء أن هيكل الكهنوت/الأساقفة التعددية استمر في روما حتى منتصف القرن الثاني، عندما تم اعتماد هيكل أسقف واحد وعدد من الكهنة، والذي تم طبقه الكتبة لاحقًا بتسمية «أسقف روما»، بأثر رجعي كوصف لرجال الدين السابقون وكذلك على بيتر نفسه. على هذا الأساس، يتساءل أوسكار كولمان وهنري تشادويك عما إذا كان هناك صلة رسمية بين بطرس والبابوية الحديثة، ويقول ريموند إي براون إنه بينما من المفارقات التاريخية التحدث عن بطرس فيما يتعلق بالأسقف المحلي. في روما، كان المسيحيون في تلك الفترة ينظرون إلى بطرس على أنه «لديه أدوار من شأنها أن تسهم بطريقة أساسية في تطوير دور البابوية في الكنيسة اللاحقة». هذه الأدوار، كما يقول براون، «ساهمت بشكل كبير في رؤية أسقف روما، كأسقف للمدينة التي مات فيها بطرس، والتي شهد بها بولس على حقيقة المسيح، كخليفة لبطرس في رعاية الكنيسة العالمية».

### التنظيم المبكر
سهلت الظروف في الإمبراطورية الرومانية انتشار الأفكار الجديدة. سمحت شبكة الطرق والممرات المائية المحددة جيدًا في الإمبراطورية بالسفر بسهولة، في حين أن باكس رومانا جعلها السفر أمنا من منطقة إلى أخرى. شجعت الحكومة السكان، وخاصة سكان المناطق الحضرية، على تعلم اللغة اليونانية، وسمحت اللغة العامة بالتعبير عن الأفكار وفهمها بسهولة أكبر. اكتسب رسل يسوع المتحولين في المجتمعات اليهودية حول البحر الأبيض المتوسط،  وتم تأسيس أكثر من 40 مجتمع مسيحي بحلول عام 100. على الرغم من أن معظم هؤلاء كانوا في الإمبراطورية الرومانية، إلا أنه تم تأسيس مجتمعات مسيحية بارزة في أرمينيا وإيران وعلى طول ساحل مليبار الهندي. كان الدين الجديد أكثر نجاحًا في المناطق الحضرية، حيث انتشر أولاً بين العبيد والأشخاص ذوي المكانة الاجتماعية المنخفضة، ثم بين النساء الأرستقراطيات.
في البداية، واصل المسيحيون العبادة إلى جانب المؤمنين اليهود، والتي يشير إليها المؤرخون على أنها المسيحية اليهودية، ولكن في غضون عشرين عامًا من وفاة يسوع، كان يوم الأحد يُعتبر اليوم الأول للعبادة. عندما بدأ الدعاة مثل بولس الطرسوسي في تحويل الأمميين، بدأت المسيحية تنمو بعيدًا عن الممارسات اليهودية  لتثبّت نفسها كديانة منفصلة، الرغم من أن قضية بولس الطرسوسي واليهودية ما زالت موضع نقاش حتى اليوم. لحل الاختلافات العقائدية بين الفصائل المتنافسة، في وقت ما من حوالي عام 50، عقد الرسل أول مجلس للكنيسة، فيما يعرف بمجلس القدس. أكد هذا المجلس أن الوثنيين يمكن أن يصبحوا مسيحيين دون تبني كل الشريعة موسى. سرعان ما أدت التوترات المتصاعدة إلى انفصال صارخ كان يكتمل فعليًا في الوقت الذي رفض فيه المسيحيون الانضمام إلى ثورة بار كوخبا اليهودية عام 132،  إلا أن بعض مجموعات المسيحيين احتفظت بعناصر الممارسة اليهودية.
وفقًا لبعض المؤرخين والعلماء، كانت الكنيسة المسيحية المبكرة غير منظمة مما أدى إلى تفسيرات متنوعة للمعتقدات المسيحية. من أجل ضمان اتساق متشابه أكبر في تعاليمهم، قامت المجتمعات المسيحية بنهاية القرن الثاني بتطوير تسلسل هرمي أكثر تنظيماً، مع وجود أسقف مركزي يتمتع بسلطة على رجال الدين كل في مدينته،  مما أدى إلى تطوير مرتبة اسقف العاصمة.. بدأ تنظيم الكنيسة في تقليد تنظيم الإمبراطورية؛ إذ أصبح أساقفة المدن ذات الأهمية السياسية يمارسون سلطة أكبر على الأساقفة في المدن القريبة. احتلت الكنائس في أنطاكية والإسكندرية وروما أعلى المناصب. ابتداءً من القرن الثاني، كان الأساقفة يتجمعون غالبًا في السينودس الإقليمي لحل المشكلات العقائدية والسياساتية. يزعم دوفي أنه بحلول القرن الثالث، بدأ أسقف روما بمثابة المرجع الأعلى لاستئناف المسائل التي لم يتمكن الأساقفة الآخرون من حلها.
تم تحسين العقيدة بشكل أكبر من خلال سلسلة من اللاهوتيين والمدرسين المؤثرين، والمعروفين مجتمعين باسم آباء الكنيسة. منذ عام 100 فصاعدًا، عرّف مدرسو الأرثوذكس الأوائل، مثل أغناطيوس أنطاكية وإيرينيوس، التعاليم الكاثوليكية في معارضة شديدة لأشياء أخرى، مثل الغنوصية. تم دمج التعاليم والتقاليد تحت تأثير المدافعين عن اللاهوت مثل البابا كليمنت الأول وجوستين الشهيد وأوغسطين.

### الاضطهاد
على عكس معظم الديانات في الإمبراطورية الرومانية، طلبت المسيحية من أتباعها التخلي عن جميع الآلهة الأخرى، وهي ممارسة تم تبنيها من اليهودية. رفض المسيحيون الانضمام إلى الاحتفالات الوثنية يعني أنهم لم يتمكنوا من المشاركة في جزء كبير من الحياة العامة، مما تسبب في خوف غير المسيحيين - بما في ذلك السلطات الحكومية - من غضب المسيحيين من الآلهة وبالتالي تهديد سلام ورخاء الإمبراطورية. بالإضافة إلى ذلك، فإن العلاقة الحميمة الغريبة بين المجتمع المسيحي وسريته حول ممارساته الدينية أثارت شائعات بأن المسيحيين كانوا مذنبين بسفاح المحارم وأكل لحوم البشر. كانت الاضطهاد الناجم عن ذلك، على الرغم من أنه عادة ما يكون محليًا ومتقطعًا، سمة مميزة لفهم الذات المسيحية حتى تم تشريع المسيحية في القرن الرابع. ظهرت سلسلة من اضطهاد المسيحيين الأكثر تنظيماً مركزياً في أواخر القرن الثالث، عندما أصدر الأباطرة مرسومًا بأن الأزمات العسكرية والسياسية والاقتصادية للإمبراطورية سببها آلهة غاضبة من المسيحيين ومعتقدتهم. وأُمر جميع السكان بتقديم تضحيات أو سيتم معاقبتهم. تم إعفاء اليهود طالما دفعوا الضريبة اليهودية. تتراوح تقديرات عدد المسيحيين الذين أُعدموا من بضع مئات إلى 50,000. هرب كثيرون  أو تخلى وا عن معتقداتهم. خلافات حول الدور الذي وجدت هذه المرتدين أدت ينبغي أن يكون في الكنيسة إلى الانشقاقات الدوناتية ووالنوفالية.
على الرغم من هذه الاضطهادات، استمرت جهود التبشير، مما أدى إلى مرسوم ميلانو الذي أجاز المسيحية في عام 313. بحلول عام 380، أصبحت المسيحية دين الدولة للإمبراطورية الرومانية. كتب الفيلسوف الديني سيمون ويل: «بحلول وقت قسطنطين، أصبح التوقع نهاية العالم المروعة ضعيفة، (أي مجيء الوشيك للمسيح، وتوقع اليوم الأخير) مما شكلت خطرا اجتماعيا كبيرا جدا. علاوة على ذلك، لم تكن روح القانون القديم، المنفصلة على نطاق واسع عن كل الباطنية، مختلفة تمامًا عن الروح الرومانية نفسها. روما يمكن أن تتصالح مع إله المضيفين.»

## العصور القديمة المتأخرة

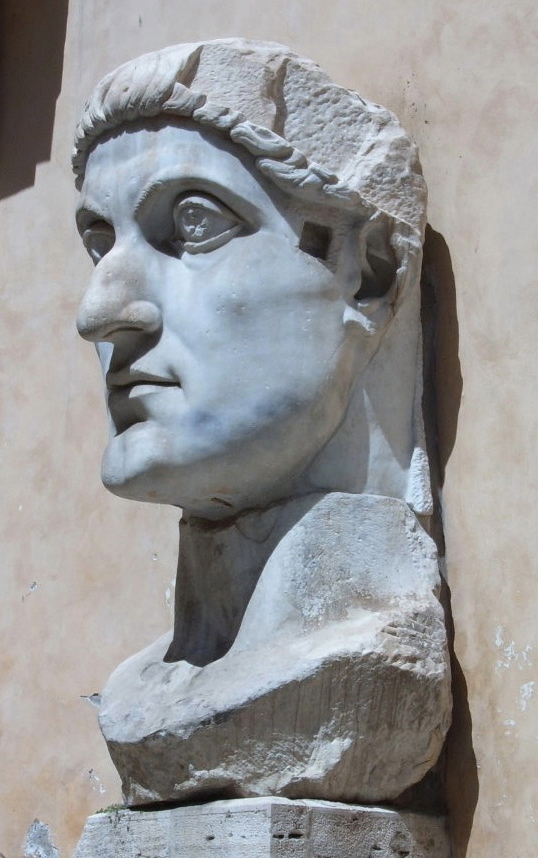
أنشأ الإمبراطور قسطنطين الأول حقوق الكنيسة في عام 315.

عندما أصبح قسطنطين إمبراطورًا للإمبراطورية الرومانية الغربية في عام 312، عزا فوزه إلى الإله المسيحي. كان العديد من الجنود في جيشه مسيحيين، وكان جيشه قاعدة قوته. بالإتفاق مع ليسينيوس، (الإمبراطور الروماني الشرقي)، أصدر مرسوم ميلانو الذي ينص على تسامح جميع الديانات في الإمبراطورية. كان للمرسوم تأثير ضئيل على مواقف الناس. وضعت قوانين جديدة لتدوين بعض المعتقدات والممارسات المسيحية. وكان لرعاية قسطنطين الأكبر للمسيحية تأثير ضخم على انتشارها. لقد قدم للكنيسة هبات كبيرة من الأراضي والمال وعرض إعفاءات ضريبية خاصة على الممتلكات الكنسية ولموظفيها. بسبب هذه الهدايا وغيرها أصبحت الكنيسة أكبر مالك للأرض في الغرب بحلول القرن السادس. تم تمويل العديد من هذه الهدايا من خلال فرض ضرائب شديدة على الطقوس الوثنية مما أفقرها إلى الأموال فكانت فرصة لاستملاك الكنيسة على دور رعاية الفقراء التي كانت الطوائف السابقة تقوم به. في انعكاس لمكانتهم المتزايدة في الإمبراطورية، بدأ رجال الدين بتبني لباس العائلة المالكة، بما في ذلك الغفارة رداء الكهنة.
خلال عهد قسطنطين، لم يشترك ما يقرب من نصف الذين عرفوا أنفسهم كمسيحيين في النسخة الرئيسية للإيمان. كان قسطنطين يخشى أن يؤدي الانقسام إلى إزعاج الله ويؤدي إلى متاعب في الإمبراطورية، لذلك اتخذ إجراءات عسكرية وقضائية للقضاء على بعض الطوائف. لحل النزاعات الأخرى، بدأ قسطنطين ممارسة استدعاء المجالس المسكونية لتحديد التفسيرات الملزمة لمذهب الكنيسة.
القرارات التي اتخذت في مجلس نيقية عام 325 حول ألوهية المسيح أدت إلى الانقسام ونشؤ دين الجديد هو الآريوسية ونجح خارج الإمبراطورية الرومانية. ولتمييز أنفسهم عن الآريين، تفانى الكاثوليكي لمريم أكثر بشدة كأم للإله. هذا أدى إلى مزيد من الانشقاقات.
في عام 380، أصبح التيار المسيحي التقليدي - المعارض للآريوسية - الدين الرسمي للإمبراطورية الرومانية. أصبحت المسيحية أكثر ارتباطًا بالإمبراطورية، مما أدى إلى اضطهاد المسيحيين الذين يعيشون خارج الإمبراطورية، حيث خشي حكامهم من أن يتمرد المسيحيون لصالح الإمبراطور. في عام 385، أسفرت هذه السلطة القانونية الجديدة للكنيسة عن أول استخدام للعقوبة بالإعدام كحكم على «الزنادقة» المسيحيي، وبخاصة البريسكليانين.
خلال هذه الفترة، تم وضع الكتاب المقدس بشكل رسمي في مجالس الكنيسة أو اجتماعات السينودس من خلال عملية "التجويد" الرسمية وهي النسخة التي وصلت الينا اليوم. ووفقا لبعض التقارير، يعتبر مجلس روما المنعقد عام 382 أول من اعترف في الكتاب المقدس الكنسي، وقائمة الكتب المقبولة من العهدين القديم و الجديد، وفي عام 391 تم ترجمة النسخه اللاتينية للانجيل. كما سردت أقوال أخرى أن مجلس قرطاج المنعقد عام 397 هو الذي وضع اللمسات الأخيرة على الشريعة التوراتية كما هي معروفة اليوم. أوضح مجمع أفسس في عام 431 طبيعة تجسد يسوع، معلنا أنه كان إنسانا كاملا وإله بالكامل. بعد عقدين من الزمن، عزز مجلس خلقيدونية الأسبقية البابوية الرومانية مما زاد من الانهيار المستمر في العلاقات بين روما والقسطنطينية، مقر الكنيسة الشرقية. كما اندلعت الخلافات المونوفيزيتية حول الطبيعة للتجسيد يسوع الذي أدى إلى أول انفصال للكنائس الأرثوذكسية الشرقية المختلفة عن الكنيسة الكاثوليكية.

## العصور الوسطى

### أوائل العصور الوسطى
بعد سقوط الإمبراطورية الرومانية الغربية في عام 476م، تنافس الإيمان الكاثوليكي مع الآرينية لتحويل القبائل البربرية. شهد تحول كلوفيس الأول، عام 496م، ملك الفرنجة الوثني، بداية الصعود ثابت للإيمان في الغرب.

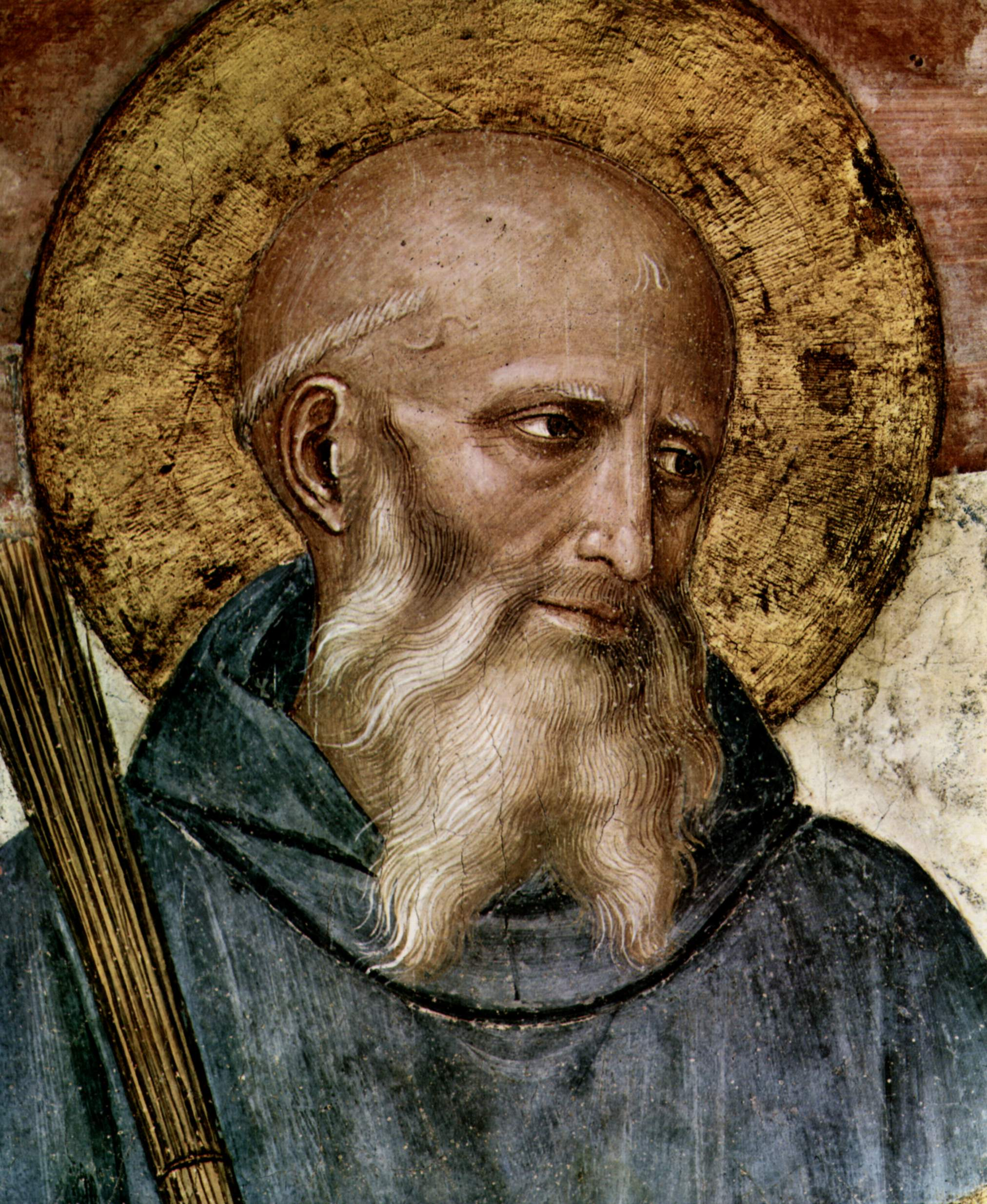
القديس بنديكت ، والد الرهبنة الغربية ومؤلف كتاب حكم القديس بنديكت. التفاصيل من فريسكو بواسطة فرا أنجليكو ، ج. 1437-1446.

في عام 530م، كتب القديس بنديكت حكم القديس بنديكت كدليل عملي لحياة المجتمع الرهباني. امتدت رسالته إلى الأديرة في جميع أنحاء أوروبا. وأصبحت الأديرة القنوات الرئيسية للحضارة، والحفاظ على الحرف والمهارات الفنية مع الحفاظ على الثقافة الفكرية داخل مدارسهم، والمناسخ والمكتبات. كانوا بمثابة مراكز الزراعية والاقتصاد والإنتاج مع التركيز على الحياة الروحية. خلال هذه الفترة، انتقل القوطيون الغربيون واللومبارد من الأريانية إلى الكاثوليكية. لعب البابا غريغوري الكبير دورًا بارزًا في هذه التحويلات وأصلح بشكل كبير الهياكل الكنسية والإدارة التي بدأت بعد ذلك جهودًا تبشيرية متجددة. قام المبشرون مثل أوغسطين من كانتربري، الذي تم إرساله من روما للبدء في تحويل الأنجلوسكسونية، وفي الطريق الآخر في مهمة هيبرنو الاسكتلندية، القديسين كولومبانوس، بونيفاس، ويليبرورد، أنسغار والعديد من الآخرين أخذوا المسيحية إلى الشمال وانتشرت أوروبا الكاثوليكية بين الشعوب الجرمانية والسلافية، ووصلت إلى الفايكنج وغيرهم من الدول الاسكندنافية في القرون اللاحقة. كان سينودس ويتبي عام 664، على الرغم من أنه غير حاسم كما زعم في بعض الأحيان، لحظة مهمة في إعادة دمج الكنيسة السلتية في الجزر البريطانية في التسلسل الهرمي الروماني، بعد أن قطعها الغزاة الوثنيون فعلياً عن الاتصال بروما. وفي إيطاليا، جعل تبرع سوتري في عام 728 وتبرع بيبن عام 756 البابوية مسؤولة عن مملكة كبيرة. تعزيزًا للوضع البابوي على الجزء الغربي من الإمبراطورية الرومانية السابقة، من المحتمل أن تبرع قسطنطين خلال القرن الثامن.
في أوائل القرن الثامن، أصبحت أيقونة بيزنطية مصدرا رئيسيا للصراع بين الأجزاء الشرقية والغربية للكنيسة. منع الأباطرة البيزنطيون من خلق وتبجيل الصور الدينية، باعتبارها انتهاكات للوصايا العشر. وكانت محظورة في الديانات الرئيسية الأخرى في الشرق مثل اليهودية والإسلام أيضا. البابا غريغوري الثالث اختلف بشدة. دعت الإمبراطورة إيرين الجديدة إلى جانب البابا، إلى إقامة مجلس مسكوني. في عام 787، استقبل آباء المجلس الثاني لنيقية بحرارة المندوبين البابويين ورسالته ". في الختام، تبنى 300 أسقف، قادهم ممثلو البابا هادريان الأول  "تعاليم البابا"، لصالح الرموز.
بتتويج البابا ليو الثالث عام 800م لللملك شارلمان واصبح لقبه الجديد باتريشوس رومانوروم (البطريرك الروماني، وتسلمه مفاتيح قبر القديس بطرس، اكتسبت البابوية حاميا جديد لها في الغرب. حرر هذا البابا إلى حد ما من قوة الإمبراطور في القسطنطينية ولكنه أدى أيضًا انشقاق، لأن أباطرة وبطاركة القسطنطينية فسروا أنفسهم كالأحفاد الحقيقيون للإمبراطورية الرومانية ويعود تاريخهم إلى بدايات الكنيسة. رفض البابا نيقولا الأول الاعتراف بالبطريرك فوتيوس الأول من القسطنطينية، والذي بدوره كان قد هاجم البابا بالهرطقة، لأنه أبقى [فيليوقو] في العقيدة، التي تشير إلى الروح القدس المنبثقة من الله الآبوالابن. تم تعزيز البابوية من خلال هذا التحالف الجديد، الذي تسبب على المدى الطويل في خلق مشكلة جديدة للباباوات، عندما سعى الأباطرة الناجحون في الجدل حول التنصيب إلى تعيين أساقفة وحتى باباوات في المستقبل. بعد تفكك الإمبراطورية الكارولنجية وتوغات القوات الإسلامية المتكررة في إيطاليا، دخلت البابوية، دون أي حماية، في مرحلة من الضعف الكبير.

### العصور الوسطى العالية

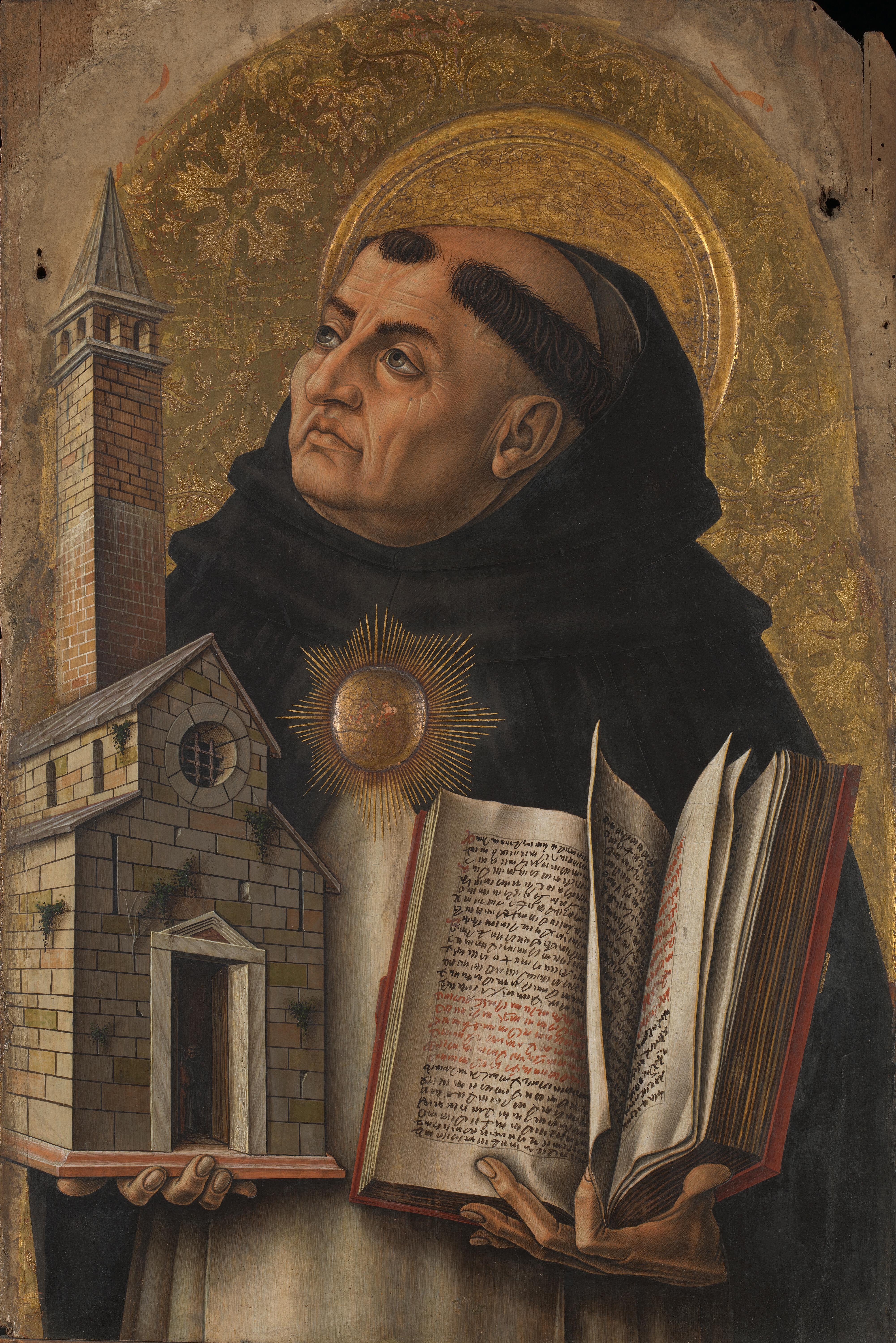
القديس توما الأكويني حاملا مجسما للكنيسة بأكملها مع كتاب لاهوته

وضع إصلاح كلونياك للأديرة الذي بدأ عام 910 رؤساء الأديرة تحت السيطرة المباشرة للبابا بدلاً من السيطرة عليهم من قبل الأمراء الإقطاعيين، وبالتالي تم القضاء على مصدر رئيسي للفساد. أثار هذا تجديدا رهبانيا عظيما. لا تزال الأديرة والرهبانيات والكاتدرائيات تدير جميع المدارس والمكتبات تقريبًا، وغالبًا ما تعمل كمؤسسات ائتمانية تعزز النمو الاقتصادي. بعد 1100، انقسمت بعض مدارس الكاتدرائيات القديمة إلى مدارس القواعد النحوية والمدارس العليا للتعليم المتقدم. أولاً في بولونيا، ثم في باريس وأكسفورد، تطورت العديد من هذه المدارس العليا إلى جامعات وأصبحت الأسلاف المباشرين لمؤسسات التعليم الغربية الحديثة. كان هنا حيث عمل اللاهوتيين البارزين على شرح العلاقة بين التجربة الإنسانية والإيمان. أبرز هؤلاء اللاهوتيين، توماس أكويناس، أنتجالخلاصة اللاهوتية، وهو إنجاز فكري رئيسي في تركيبه للفكر الأرسطي والإنجيل. وشملت المساهمات الرهبانية في المجتمع الغربي تدريس علم المعادن، وإدخال محاصيل جديدة، واختراع التدوين الموسيقي وإنشاء الأدب والحفاظ عليه.
خلال القرن الحادي عشر، آصبح الإنشقاق بين المسيحية الشرقية والغربية بشكل دائم الذي نشأ بسبب نزاع حول مرجعية السلطة القضائية للكنيسة أهي القسطنطينية أو روما وأدت إلى الطرد المتبادل في عام 1054. منذ ذلك الحين أصبح الفرع الغربي (اللاتيني) للمسيحية يعرف باسم الكنيسة الكاثوليكية، في حين أصبح الفرع الشرقي (اليوناني) معروفًا باسم الكنيسة الأرثوذكسية. فشل مجلسي ليون الثاني (1274) فلورنسا (1439) في علاج الانقسام. ومنذ ذلك الحين قامت بعض الكنائس الشرقية بالانضمام إلى الكنيسة الكاثوليكية، والبعض الآخر ادعي أنه لم يكن خارج الشركة مع البابا. رسميا، لا تزال الكنيستان في حالة انشقاق، على الرغم من رفع الطرد المتبادل في عام 1965.
شهد القرن الحادي عشر جدلاً حول أحقية التنصيب في الكنيسة بين الإمبراطور والبابا، وهي المرحلة الرئيسية الأولى من الصراع بين الكنيسة والدولة في أوروبا التي تعود إلى القرون الوسطى. في البداية، كانت البابوية هي المنتصرة، لكن مع تقسيم الإيطاليين بين جيلف وجيبيلين في فصائل كانت تنتقل غالبًا عبر عائلات أو دول حتى نهاية العصور الوسطى، ضعف البابوية في النزاع تدريجياً، ليس أقلها عن طريق إدخالها في السياسة. حاولت الكنيسة أيضا السيطرة على الزيجات بين العظماء من خلال حظر، في 1059، زواج القرابة (ذوي القربى الدم) والأقارب (ذوي القربى عن طريق الزواج) إلى درجة السابعة من القربة. بموجب هذه القواعد، تطلبت جميع الزيجات الكبرى تقريبًا الاستغناء عنها. خُففت القواعد إلى الدرجة الرابعة في عام 1215 (الآن الكنيسة تحظر الدرجة الأولى فقط - لا يمكن للرجل الزواج من ابنة زوجته، على سبيل المثال).

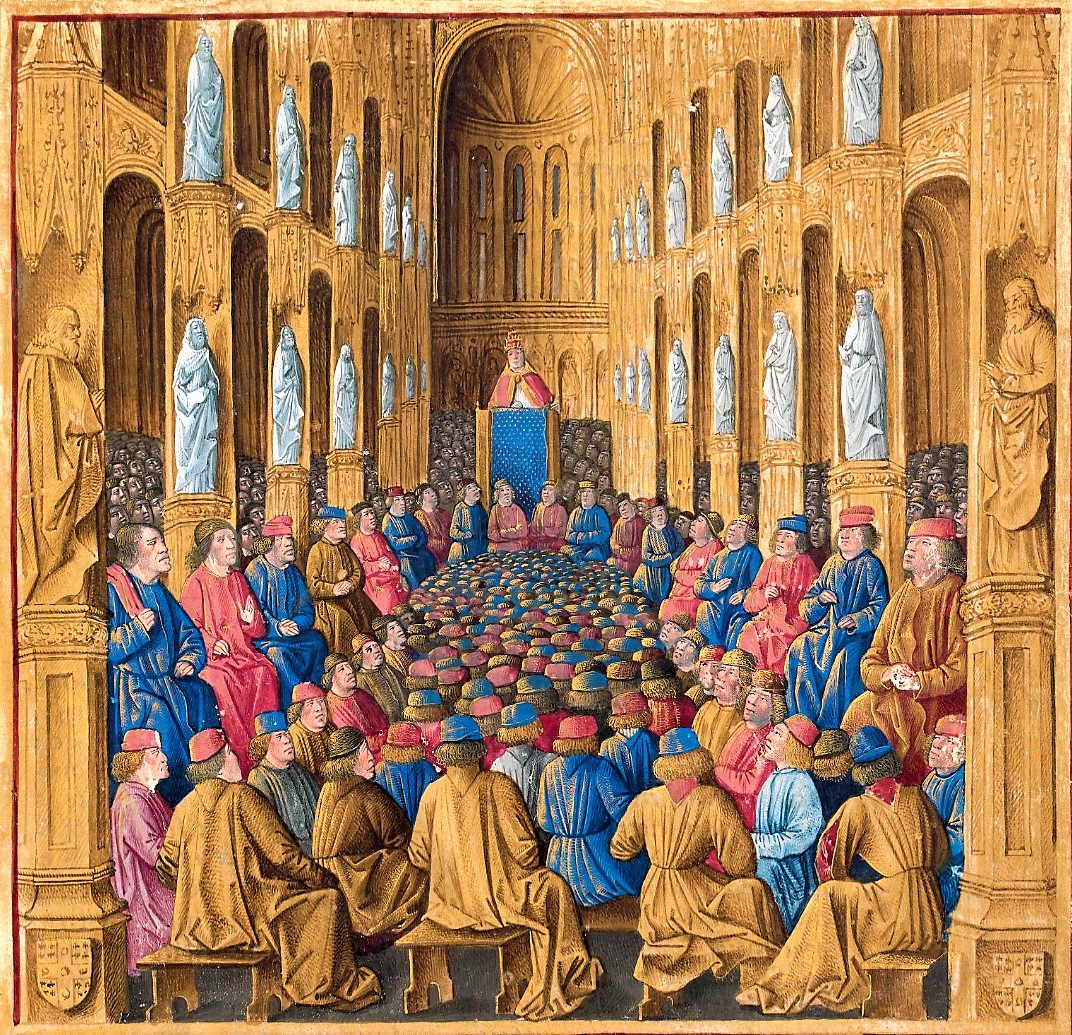
البابا أوربان الثاني في مجلس كليرمونت (1095)، حيث بشر بـ الحملة الصليبية الأولى؛ مخطوطة من عام 1490

أطلق البابا أوربان الثاني الحملة الصليبية الأولى عام 1095 عندما تلقى نداءًا من الإمبراطور البيزنطي أليكسيوس الأول للمساعدة في درء غزو تركي. اعتقد أوربان أن الحملة الصليبية قد تساعد في تحقيق المصالحة مع المسيحية الشرقية. مدفوعة بتقارير عن الفظائع الإسلامية ضد المسيحيين، وبدأت سلسلة الحملات العسكرية المعروفة باسم الحروب الصليبية في عام 1096. كانت تهدف إلى إعادة الأراضي المقدسة للسيطرة المسيحية. لم يتحقق الهدف بشكل دائم، وتم ارتكاب حلقات من الوحشية التي من جيوش الجانبين تركت تراثا من عدم الثقة المتبادلة بين المسلمين والمسيحيين الغربيين والشرقيين. تم الغدر وانتهاك القسطنطينية أثناء الحملة الصليبية الرابعة مما جعل المسيحيين الشرقيين يشعرون بالمرارة، على الرغم من أن البابا إنوسنت الثالث قد حرّم صراحة أي هجوم من هذا القبيل. في عام 2001، اعتذر البابا يوحنا بولس الثاني للمسيحيين الأرثوذكس عن خطايا الكاثوليك بما في ذلك اجتياح القسطنطينية في عام 1204.
خلال هذه الحقبة، ظهر رتبتين جديدتين من الهندسة المعمارية انبثقتا من الكنيسة. الطراز الروماني القديم الذي يجمع بين الجدران الضخمة والأقواس الدائرية والسقوف من حجر البنائين . للتعويض عن عدم وجود نوافذ كبيرة، تم رسم التصميمات الداخلية بألوان زاهية بمشاهد من الإنجيل وحياة القديسين. في وقت لاحق ، تميز بازيليك سانت دينيس بالاتجاه الجديد في بناء الكاتدرائية عندما استخدم العمارة القوطية بنوافذه الكبيرة وأقواسه العالية المدببة، وبتحسين الإضاءة والتناغم الهندسي بطريقة تهدف إلى توجيه عبادة العبادة إلى الله الذي «يأمر بكل شيء». في تطورات أخرى، شهد القرن الثاني عشر تأسيس ثمانية فرق رهبانية جديدة، يعمل الكثير منها كفرسان عسكريين في الحروب الصليبية. مارس الراهب السيسترسي برنارد من كليرفو تأثيرًا كبيرًا على الطلبات الجديدة وأحدث إصلاحات لضمان نقاء الهدف. قاد نفوذه البابا ألكساندر الثالث إلى بدء إصلاحات من شأنها أن تؤدي إلى إنشاء القانون الكنسي. في القرن التالي، أسس فرانسيس الأسيزي ودومينيك دي جوزمان فرق جديدة متشددة جلبت حياة دينية مكرسة إلى بيئات حضرية.
شهدت فرنسا في القرن الثاني عشر نمو القثارية في لانغدوك. تم إنشاء محاكم تفتيش لمكافحة هذه البدعة. بعد اتهام الكاثار بقتل الميراث البابوي في عام 1208، أعلن البابا إنوسنت الثالث الحملة الصليبية الألبيجينسية. تسببت الانتهاكات التي ارتكبت خلال الحملة الصليبية في قيام إنوسنت الثالث بإقامة أول محاكم تفتيش بابوية لمنع المذابح في المستقبل واستئصال ما تبقى من الكاثار. تم إضفاء طابع رسمي عليها من قبل البابا غريغروي التاسع، حيث قامت «محاكم التفتيش في العصور الوسطى» بتنفيذ الإعدام في ما متوسطه ثلاثة أشخاص سنويًا بتهمة الهرطقة. مع مرور الوقت، أطلقت الكنيسة أو الحكام العلمانيون تحقيقات أخرى لمقاضاة الزنادقة، للرد على تهديد الغزو المغربي أو لأغراض سياسية. تم تشجيع المتهمين على التراجع عن بدعهم وأولئك الذين لم يعاقبوا بالتكفير عن الذنب أو بدفع الغرامات أو السجن أو الإعدام حرقا.
تزايد الشعور بالنزاعات بين الكنيسة والدولة في القرن الرابع عشر. هربًا من عدم الاستقرار في روما ، أصبح كليمنت الخامس في عام 1309 أول بابا من سبعة باباوات التجؤا إلى مدينة أفينيون المحصنة في جنوب فرنسا  خلال فترة تُعرف باسم بابوات أفينيون. عادت البابوية إلى روما عام 1378 بناءً على دعوة كاترين من سيينا وآخرين شعروا أن مركز بطرس يجب أن يكون في الكنيسة الرومانية. مع وفاة البابا غريغوري الحادي عشر في وقت لاحق من ذلك العام ، تم التنازع على الانتخابات البابوية بين مؤيدي المرشحين الإيطاليين والمدعومين من فرنسا الذي أدى إلى الانشقاق الغربي. لمدة 38 سنة، انفصل المطالبين بالعرش البابوي بين من اتخذ روما الكرسي البابوي ومن اتخذ أفينيون. أدت الجهود المبذولة لحل القرار إلى زيادة تعقيد القضية عندما تم انتخاب ثالث بابا تسوية في عام 1409. تم حل هذه المسألة في نهاية المطاف في عام 1417 في مجلس كونستانس حيث دعا الكرادلة جميع المطالبين الثلاثة إلى العرش البابوي على الاستقالة، وعقد انتخابات جديدة لتسمية مارتن الخامس البابا.

## عصر النهضة والإصلاحات

### الاكتشافات والمبشرين
خلال أواخر القرن الخامس عشر وأوائل القرن السادس عشر، تم نشر الكاثوليكية من قبل المبشرون والمستكشفون الأوروبيون في الأمريكتين وآسيا وإفريقيا وأوقيانوسيا. منح البابا ألكساندر السادس في مرسوم إنتر كايتيراالبابوي الحقوق الاستعمارية على معظم الأراضي المكتشفة حديثًا إلى إسبانيا والبرتغال. وبموجب نظامالمستفيد، كانت السيطرة على التعيينات لسلطات الولاية ولم يُسمح بالاتصال المباشر مع الفاتيكان. في ديسمبر 1511، قام الراهب الدومينيكي أنطونيو دي مونتيسينوس بتوبيخ السلطات الإسبانية التي تحكم هيسبانيولا علانية بسبب سوء معاملتها للمواطنين الأمريكيين، وأخبرهم «...   أنت في الخطيئة المميتة... للقسوة والطغيان الذي تستخدمهونه في التعامل مع هؤلاء الأبرياء». وكرد، سن الملك فرديناند قوانين بورغوس وبلد الوليد. كان فرض القانون متساهلاً، وعلى الرغم من أن البعض كان يلوم الكنيسة لعدم بذلها ما يكفي لتحرير الهنود، آشار آخرون إلى آن الكنيسة كانت الصوت الوحيد الذي أثار امتعاضا نيابة عن الشعوب الأصلية. نتج عن هذه القضية أزمة ضمير في إسبانيا في القرن السادس عشر. أدت إلى موجة من النقد الذاتي والتفكير الفلسفي بين اللاهوتيين الكاثوليك، وعلى الأخص فرانسيسكو دي فيتوريا، إلى نقاش حول طبيعة حقوق الإنسان وولادة القانون الدولي الحديث.
في عام 1521، من خلال قيادة ووعظ المستكشف البرتغالي فرديناند ماجلان، تم تعميد أول الكاثوليك في الفليبين التي صبحت أول دولة مسيحية في جنوب شرق آسيا. في العام التالي، وصل المبشرون الفرنسيسكان إلى ما يُعرف الآن بالمكسيك، وسعوا إلى تحويل الهنود وتوفير رفاهيتهم من خلال إنشاء المدارس والمستشفيات. لقد علموا الهنود أساليب زراعية أفضل، وأساليب أسهل للنسيج وصنع الفخار. لأن بعض الناس تساءلوا عما إذا كان الهنود بشرًا حقيقيين ويستحقون المعمودية، أكد البابا بولس الثالث في الثور البابوي في عام 1537 أن الهنود هم بشر ويجب أن يعاملوا كناس. بعد ذلك، اكتسب جهد التبشير زخماً. على مدى الـ 150 سنة التالية، توسعت البعثات في جنوب غرب أمريكا الشمالية. تم توصيف السكان الأصليين قانونًا على أنهم أطفال، وأن للكهنة دور أبوي، وغالبًا ما يتم فرضه بعقوبة بدنية. في أماكن أخرى، في الهند ، تبشّر المبشرون البرتغاليون واليسوعيون فرانسيس كزافييه بين غير المسيحيين والجالية المسيحية التي زعم أن توماس الرسول أسسها.

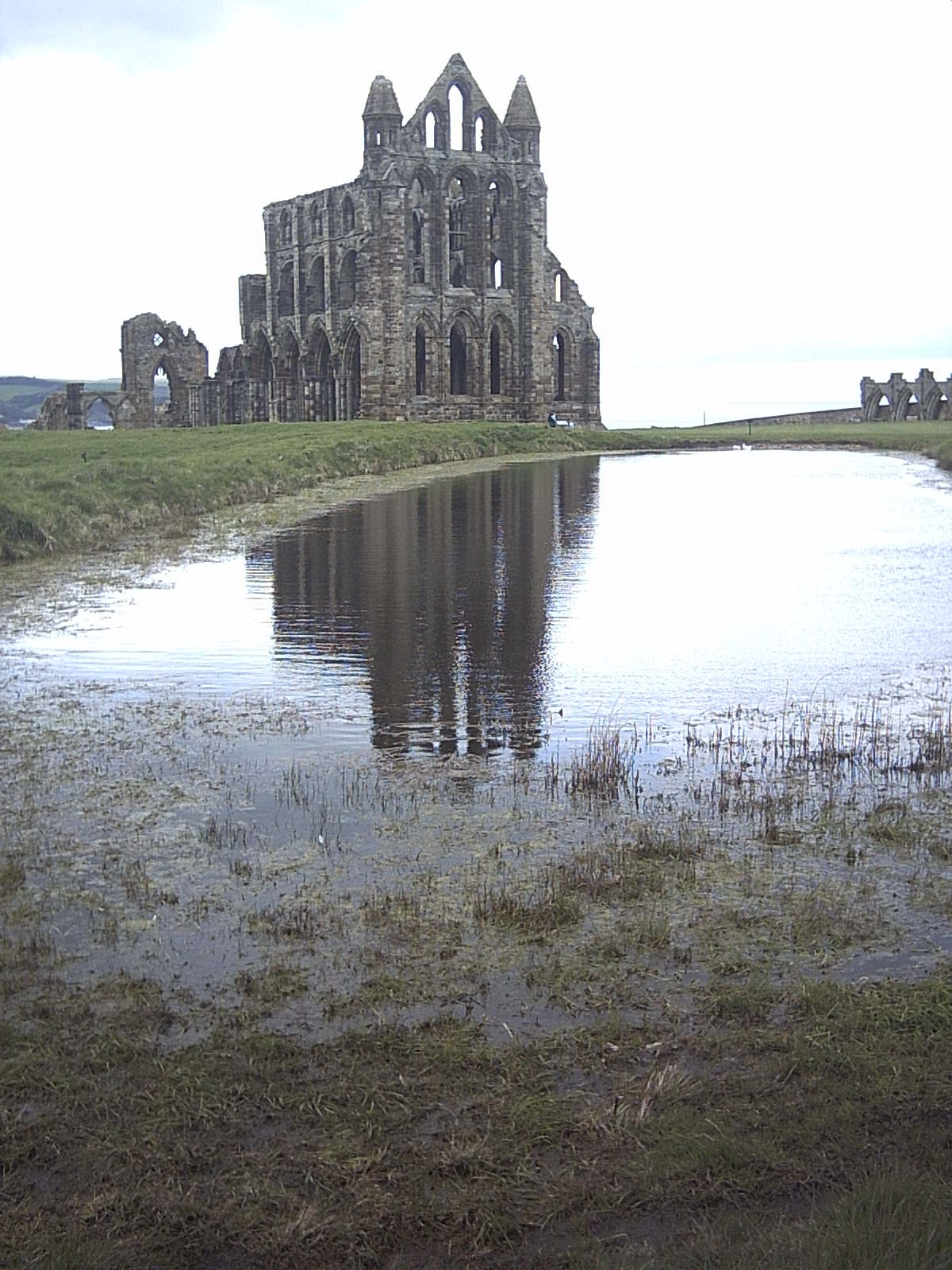
دير ويتبي في إنجلترا، أحد مئات الأديرة الأوروبية التي دُمرت أثناء الإصلاح في المناطق الإنجليكانية والفرنسية والإصلاحية. في حين تم حل بعض الأديرة اللوثرية طواعية، إلا أن آخرين يواصلون حتى يومنا هذا.

### النهضة الأوروبية
في أوروبا، شهد عصر النهضة فترة من الاهتمام المتجدد بالتعلم القديم والكلاسيكي. كما جلبت إعادة النظر في المعتقدات المقبولة. عملت الكاتدرائيات والكنائس منذ فترة طويلة ككتب مصورة ومعارض فنية لملايين غير المتعلمين. تعيد النوافذ الزجاجية الملونة واللوحات الجدارية والتماثيل واللوحات والألواح سرد قصص القديسين والشخصيات التوراتية. قامت الكنيسة برعاية فنانين رائعين في عصر النهضة مثل مايكل أنجلو وليوناردو دافنشي، الذين ابتكروا بعضًا من أشهر الأعمال الفنية في العالم. على الرغم من أن قادة الكنيسة تمكنوا من استخدام الفنون التي ألهمت عصر النهضة الإنسانية في مجهودهم العام، فقد كانت هناك أيضًا صراعات بين رجال الدين والإنسانيين، كما حدث أثناء التجارب البدائية ليوهان روشلين. في عام 1509، كتب عالم مشهور من العصر ، إراسموس، "مدح الحماقة"، وهو عمل استحوذ على قلق واسع النطاق بشأن الفساد في الكنيسة. البابوية نفسها تم استجوابها عن طريق التوفيق في مجلسي كونستانس وبازل. تمت محاولة إصلاحات حقيقية خلال هذه المجالس المسكونية ومجلس لاتران الخامس عدة مرات ولكن تم إحباطها. ورأوا ضرورية لكنها لم تنجح إلى حد كبير بسبب الخلافات الداخلية، والصراعات المستمرة مع الإمبراطورية العثمانية والمسلمون  وسموني والمحسوبية التي كانت تمارس في كنيسة عصر النهضة في القرنين ال16 ال15 وأوائل. ونتيجة لذلك، أصبح بمقدور الأغنياء والأقوياء والعلمانيون في الوصول إلى تبؤ الكرسي البابوي مثل رودريجو بورجيا (البابا الكسندر السادس كان) الذي فاز في الانتخابات البابوية.

### حروب عصر الإصلاح
أصدر مجلس لاتيران الخامس بعض الإصلاحات البسيطة في مارس 1517. بعد بضعة أشهر، في 31 أكتوبر 1517، نشر مارتن لوثر أطروحاته الخمسة والتسعين في الأماكن العامة، على أمل إثارة النقاش. احتج في النقاط الرئيسية من أطروحته على بعض العقيدة الكاثوليكية وكذلك على بيع صكوك الغفران. كما قام هولريخ زوينكلي،جون كالفين وآخرون بانتقاد التعاليم الكاثوليكية. تطورت هذه التحديات، بدعم من قوى سياسية قوية في المنطقة، إلى قيام الإصلاح البروتستانتي. خلال هذه الحقبة، هاجر الكثير من الناس من ديارهم إلى المناطق التي تسامحت أو مارست عقيدتهم، على الرغم من أن بعضهم عاش كبروتستانتات مشفرة أو نيكوديمية.
في ألمانيا، أدى الإصلاح إلى حرب بين الرابطة البروتستانتية شمالكديين والإمبراطور الكاثوليكي تشارلز الخامس. انتهت الحروب التسعة الأولى في عام 1555، لكن التوترات المستمرة أنتجت صراعًا أخطر بكثير فيما عرف بحرب الثلاثين عامًا، التي اندلعت عام 1618. في هولندا ، كانت حروب مكافحة الإصلاح هي الثورة الهولندية وحرب الثمانين سنة، والتي كان جزء منها حرب خلافة يوليش، بما في ذلك شمال غرب ألمانيا. كانت حرب كولونيا (1583-89) صراعًا بين الفصائل البروتستانتية والكاثوليكية التي دمرت الجانبين في كولونيا. بعد أن حكم رئيس الأساقفة المنطقة التي تحولت إلى البروتستانتية، انتخب الكاثوليك أسقفًا آخر، إرنست بافاريا ، وهزموه وحلفاؤه بنجاح.
في فرنسا، خاضت سلسلة من النزاعات التي سميت حروب الدين الفرنسية بين عامي 1562 و 1598 بين الهوغوينوت وقوات الرابطة الكاثوليكية الفرنسية. انحازت سلسلة من الباباوات وأصبحوا من الداعمين الماليين للرابطة الكاثوليكية. انتهى هذا في عهد البابا كليمنت الثامن، الذي قبل بتردد مرسوم الملك هنري الرابع الصادر عام 1598 عن نانت، والذي منح التسامح المدني والديني للبروتستانت. في عام 1565، استسلم عدة مئات من الناجين من حطام سفينة هوغينوت للإسبان في فلوريدا، معتقدين أنهم سيعاملون بشكل جيد. على الرغم من أن أقلية كاثوليكية في حزبهم لم تنج ، إلا أن البقية أُعدمت بدعوى الهرطقة بمشاركة نشطة من رجال دين.

### إنكلترا

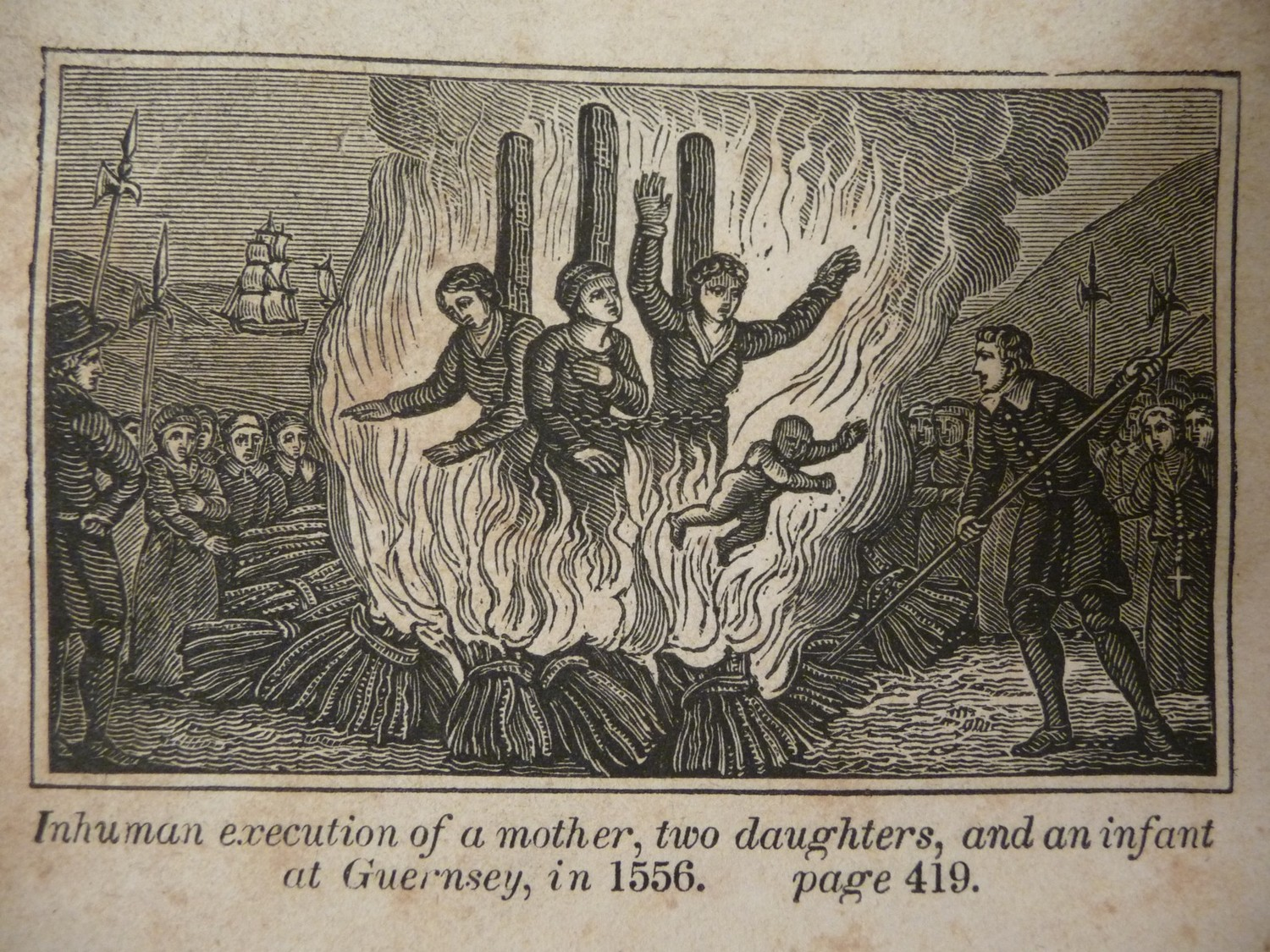
عندما أُعدم شهداء غيرنسي الكالفينيين أثناء اضطهاد ماريان، أنجبت إحدى النساء. على الرغم من إنقاذ الطفل، طبال القساوسة بحرق الصبي بسبب ورثه لوصمة أخلاقية من والدته. وأُمر الصبي بأن يُحرق من قِبل بيليف هيلير جوسلين، الذي فر في وقت لاحق من الجزيرة هربًا من الغضب العام بعد أن تولت العرش إليزابيث الأولى.

كان الإصلاح الإنجليزي مبنيًا ظاهريًا على رغبة هنري الثامن في فسخ زواجه من كاثرين أوف أراغون، وكان في البداية نزاع سياسي ثم أصبح لاهوتي فيما بعد. جعلت أعمال التفوق العاهل الإنجليزي رئيسًا للكنيسة الإنجليزية، مما أدى إلى تأسيس كنيسة إنجلترا. ثم، ابتداء من عام 1536، تم حل حوالي 825 دير في جميع أنحاء إنجلترا وويلز وإيرلندا وتمت مصادرة ممتلكات الكنائس الكاثوليكية. عندما توفي في عام 1547 تم تدمير أو حل جميع الكنائس والجماعات وأديرة الراهبات والأضرحة. أعادت الملكة الإنكليزية ماري الأولى جمع شمل كنيسة إنجلترا مع روما، وتم اضطهد البروتستانت أثناء ما عرف بالإضهاد المريمي بالرغم من نصيحة السفير الأسباني الذي طلب عدم القيام بهذه الأعمال. بعد بعض الاستفزا ، قامت الملكة التالية، إليزابيث الأولى ، بتطبيق قانون التفوق. هذا ما منع الحق للكاثوليك بالحصول على أعضاء في المهن أو شغل مناصب عامة أو التصويت أو تعليم أبنائهم. وفي عهدها، تم إعدام الكاثوليك والبروتستانت المعارضين، التي حكمت لفترة أطول بكثير حتى تجاوزت الاضطهاد المريمي  واستمرت تحت حكم الملوك الإنجليز لاحقًا. نفذت إليزابيث الأولى أيضًا قوانين جزائية أخرى في أيرلندا  لكنها كانت أقل فعالية مما كانت عليه في إنجلترا لأن الشعب الإيرلندي ربط الكاثوليكية بالأمة والهوية الوطنية، وقاوموا الجهود الإنجليزية المستمرة للقضاء على الكنيسة الكاثوليكية.

### مجلس ترينت
أشار المؤرخ ديارميد ماكولوتش، في كتابه «الإصلاح ، والتاريخ» إلى أنه من خلال كل مذابح عصر الإصلاح، ظهر المفهوم القيم للتسامح الديني والكنيسة الكاثوليكية المحسنة  التي استجابت للتحديات العقائدية والانتهاكات التي أبرزها الإصلاح في مجلس ترينت (1545-1563). أصبح المجلس القوة الدافعة للإصلاح المضاد، وأعاد تأكيد المعتقدات الكاثوليكية الاساسية مثل وحدة التحويل (أي آن النبيذ والخبز هما دم وجسد المسيح)، وشروط المحبة والأمل والإيمان للوصول إلى الخلاص. كما أصلحت العديد من المجالات الأخرى ذات الأهمية للكنيسة، والأهم من ذلك من خلال تحسين تعليم رجال الدين وتوطيد الولاية المركزية للكوريا الرومانية.
شهدت العقود التي تلت المجلس نزاعًا فكريًا بين اللوثري مارتن شيمنيتز والكاثوليكي ديوغو دي بايفا دي أندرادا حول ما إذا كانت بعض البيانات تتطابق مع تعاليم آباء الكنيسة والكتاب المقدس أم لا. كانت انتقادات الإصلاح من بين العوامل التي أشعلت نشؤ فرق دينية جديدة، بما في ذلك الثياتينيون، والبرنابيون واليسوعيون، والتي أصبح بعضها رهبانيات تبشيرية عظيمة في السنوات اللاحقة. استلهم التجديد والإصلاح الروحي من قبل العديد من القديسين الجدد مثل تيريزا أفيلا، وفرانسيس دي ساليس وفيليب نيري التي أنتجت كتاباتهك مدارس متميزة من الروحانية داخل الكنيسة (مثل الأورتوريان ، والكرمليين، والساليسيين)، إلخ. كان التحسن في تعليم العلمانيين تأثيرًا إيجابيًا آخر في تلك الحقبة، حيث أدى انتشار المدارس الثانوية إلى تنشيط الدراسات العليا مثل التاريخ والفلسفة واللاهوت. لنشر تعاليم مكافحة الإصلاح، شجعت الكنيسة أسلوب الباروك في الفن والموسيقى والهندسة المعمارية. كان التعبير الديني الباروكي مثيراً وعاطفيًا، تم إنشاؤه لتحفيز الحماس الديني.
في مكان آخر، قدم المبشر اليسوعي فرانسيس كزافييه الكنيسة الكاثوليكية في اليابان، وبحلول نهاية القرن السادس عشر، انضم عشرات الآلاف من اليابانيين. توقف نمو الكنيسة في عام 1597 تحت حكم شوغون تويوتومي هيديوشي الذي قام، في محاولة لعزل البلاد عن التأثيرات الأجنبية، باضطهاد شديد ضد المسيحيين. منع اليابانيون من مغادرة البلاد ومنع الأوروبيون من الدخول اليها. على الرغم من ذلك، بقيت أقلية مسيحية من السكان حتى القرن التاسع عشر عندما انفتحت اليابان أكثر للتأثير الخارجي، واستمرت حتى يومنا هذا.

## الباروك، التنوير والثورات

### التفاني المريمي
أحيا مجلس ترينت الحياة الدينية والتفاني المريمي في الكنيسة الكاثوليكية. خلال الإصلاح، كانت الكنيسة قد دافعت عن معتقداتها المريمية ضد وجهات النظر البروتستانتية. في الوقت نفسه، انخرط العالم الكاثوليكي في الحروب العثمانية المستمرة في أوروبا ضد تركيا التي قاتلت وفاز تحت رعاية السيدة مريم العذراء. تم تعميد نصر معركة ليبانت (1571) لها كدلالة على بداية تجدد قوي من الولاء للمريمية، مع التركيز بشكل خاص على مريم، ملكة السماء والأرض ودورها القوي باعتبارها وسيطة لكثير من النعم". قامت الرهبنية المريمية، وهي مجموعة نخبة ، ورهبنية سيدتنا، على أساس نشرالحياة الفاضلة، الخالية من الخطايا الأساسية.
في عامي 1617 و1622، قضى البابوين بولس الخامس وجريجوري الخامس عشر بعدم قبول الدعوة بأن حبل العذراء كان غير بتوليا. ودعم الاعتقاد بأنها ولدت من دون الخطيئة الأساسية خلال نعمة الله بما يعرف بـ«الحبل من دون دنس». في عام 1661، أعلن الكسندر السابع أن روح مريم كانت خالية من الخطيئة الأصلية.في عام 1708 أمر البابا كليمنت الحادي عشر بالاحتفال بعيد الغطاس للكنيسة بأكمله . في عام 1716 تم تعيين الاحتفال بعيد الوردية، وفي عام 1727 بعيد الأحزان السبعة. في عام 1724 تم دعم صلاة الملائكة بقوة من قبل البابا بنديكت الثالث عشر وفي عام 1742 من قبل البابا بنديكت الرابع عشر. كانت تقوى مريم الأكثر شعبية ومتنوعة أكثر من أي وقت مضى المتعلقة بمريم العذراء: إجراء العديد من الحج المريمي، الولاءات المريمية، الصلاة المريمية، مسرحيات وتراتيل ومواكب مريمية. وكان للأخوة المريمية الملايين من الأعضاء لكنها أصبحت قي سبات في يومنا هذا.

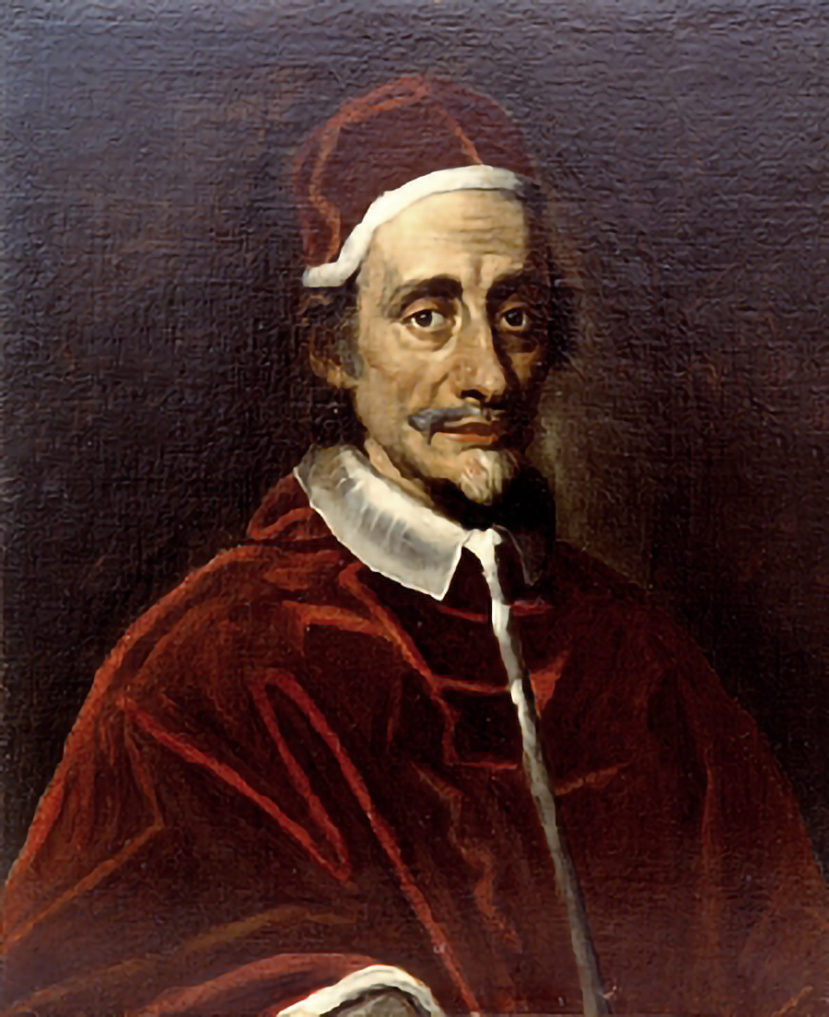
بعد قرون من المعارضة الفرنسية ، تعرض البابا إنوسنت الحادي عشر للضرب على يد بيوس الثاني عشر في عام 1956

### التنوير العلماني
شكل التنوير تحديا جديدا للكنيسة. على عكس الإصلاح البروتستانتي، الذي شكك في بعض العقائد المسيحية، شكك التنوير في المسيحية ككل. بشكل عام، فقد رفع التنوير العقل البشري إلى درجة أعلى من فكرة الوحي الإلهي والسلطات الدينية المتدنية التي استندت اليها البابوية. وبالتوازي مع ذلك، حاولت الكنيسة أن تتصدى لتحركات الغاليكانية والمجمعية، وهي أيديولوجيات هددت بابوية الكنيسة وبنيتها.
نحو الجزء الأخير من القرن السابع عشر، نظر البابا إنوسنت الحادي عشر إلى الهجمات التركية المتزايدة ضد أوروبا، والتي كانت تدعمها فرنسا، باعتبارها التهديد الرئيسي للكنيسة. بنى تحالفًا بولنديًا نمساويًا لهزيمة الأتراك في فيينا عام 1683. وقد وصفه العلماء بأنه بابا قديس لأنه أصلح الانتهاكات التي ارتكبتها الكنيسة، بما في ذلك السمونية والمحسوبية ونفقات البابوية الفخمة التي تسببت له في أن يرث دينًا بابويًا قدره 50,000,000 سكودي. من خلال إلغاء بعض المناصب الفخرية وإدخال سياسات مالية جديدة، تمكن الباب من استعادة السيطرة على الشؤون المالية للكنيسة. حارب البابوين اينوسنت العاشر وكليمنت الحادي عشر اليانسانية والغليكانية، التي دعمت الحركة المجمعية ورفضت السيادة البابوية، مطالبين تنازلات خاصة للكنيسة في فرنسا. أدى ذلك إلى إضعاف قدرة الكنيسة على الاستجابة للمفكرين الغاليريين مثل دينيس ديدرو، الذي تحدى العقائد الأساسية للكنيسة.
في عام 1685 أصدر العاهل لويس الرابع عشر ملك فرنسا مرسوم إلغاء مرسوم نانت، مما أنهى قرنًا من التسامح الديني. أجبرت فرنسا اللاهوتيين الكاثوليك على دعم الألفة وحرمان العصمة البابوية. هدد الملك البابا إنوسنت الحادي عشر بمجلس عام واستيلاء عسكري على الدولة البابوية  استخدمت الدولة الفرنسية المطلقة الغالكانية للسيطرة على جميع التعيينات الكنيسة الرئيسية تقريبا فضلا عن العديد من خصائص الكنيسة. أصبحت سلطة الدولة على الكنيسة شائعة في بلدان أخرى أيضًا. في بلجيكا وألمانيا، ظهرت الغالكانية في شكل الفيبرونانية ، التي رفضت كذلك الصلاحيات البابوية. مارس الإمبراطور جوزيف الثاني النساوي (1780-1790) الجوزيفينية من خلال تنظيم حياة الكنيسة، والتعيينات، ومصادرة واسعة النطاق لممتلكات الكنيسة.

### الكنيسة في أمريكا الشمالية
وسعت الكنيسة الكاثوليكية نشاطها التبشيري في ما يسمى الآن بالولايات المتحدة الغربية، لكن حتى القرن التاسع عشر ، كان عليها العمل مع التاج والجيش الإسبان. أسس جونيبرو سيرا، الكاهن الفرنسيسكاني المسؤول عن هذا الجهد، سلسلة من المهام والرؤساء في كاليفورنيا التي أصبحت مؤسسات اقتصادية وسياسية ودينية مهمة. جلبت هذه المهام الحبوب والماشية والنظام السياسي والديني الجديد إلى القبائل الهندية في كاليفورنيا. تم إنشاء الطرق الساحلية والبرية من مكسيكو سيتي ومواقع البعثة في تكساس ونيو مكسيكو والتي أسفرت عن 13 مهمة رئيسية في كاليفورنيا بحلول عام 1781. جلب الزوار الأوروبيون أمراضًا جديدة تسببت في وفاة ثلث السكان الأصليين. أغلقت المكسيك البعثات في عشرينيات القرن التاسع عشر وباعت الأراضي. فقط في القرن التاسع عشر، بعد انهيار معظم المستعمرات الإسبانية والبرتغالية، كان الفاتيكان قادرًا على تحمل مسؤولية الأنشطة التبشيرية الكاثوليكية من خلال منظمته الدعائية.

### الكنيسة في أمريكا الجنوبية
خلال هذه الفترة واجهت الكنيسة انتهاكات استعمارية من الحكومتين البرتغالية والإسبانية. في أمريكا الجنوبية، قام اليسوعيون بحماية الشعوب الأصلية من الاستعباد من خلال إقامة مستوطنات شبه مستقلة تسمى الستوطنات اليسوعية. قام البابا غريغوري السادس عشر بتحدي السيادة الإسبانية والبرتغالية، وعين مرشحيه أساقفة في المستعمرات، وأدان العبودية وتجارة الرقيق في عام 1839 (المرسوم البابوي في المطلق الأعلى)، ووافق على تنصيب رجال الدين من الأصليين على الرغم من العنصرية الحكومية.

### اليسوعيون

#### اليسوعيون في الهند
لدى المسيحيون الهنود الاعتقاد بأن توما هو مؤسس الإيمان المسيحي في ولاية كيرالا. يطلق عليهم مسيحيو القديس توما. كان المجتمع صغيرًا جدًا حتى بدأ اليسوعي فرانسيس كزافييه (1502-1552) العمل التبشيري. تبعه روبرتو دي نوبيلي (1577–1656)، وهو مبشر يسوعي من توسكان اتجه إلى التبشير في جنوب الهند. لقد كان رائدا للتغريس، حيث تبنى العديد من عادات البراهمين التي لم تكن، في رأيه، مخالفة للمسيحية. عاش مثل البراهمين، وتعلم اللغة السنسكريتية، وقدم المسيحية كجزء من المعتقدات الهندية، وليس كمتطابق مع الثقافة البرتغالية الاستعمارية. سمح باستخدام جميع الأعراف، والتي في رأيه لم تتعارض بشكل مباشر مع التعاليم المسيحية. بحلول عام 1640 كان هناك 40 ألف مسيحي في مادوراي وحدها. في 1632، أعطى البابا غريغوري الخامس عشر إذنًا لهذا النهج. لكن المشاعر القوية المعادية لليسوعية في البرتغال وفرنسا وحتى في روما، أدت إلى عكس النتائج. هذا أنهى المهمات الكاثوليكية الناجحة في الهند. في 12 سبتمبر 1744، منع البابا بندكتس الرابع عشر ما يسمى طقوس مليبار في الهند، مما أدى إلى تحول الطوائف الهندية الرائدة التي أرادت الالتزام بثقافاتهم التقليدية عن الكنيسة الكاثوليكية.

### الثورة الفرنسية
شهدت معاداة رجال الدين في الثورة الفرنسية التأميم الشامل لممتلكات الكنيسة ومحاولات لإقامة كنيسة تديرها الدولة. رفض عدد كبير من القساوسة أداء اليمين الدستورية أمام الجمعية الوطنية، مما أدى إلى تحريم الكنيسة واستبدالها بدين جديد لعبادة «العقل» لكنها لم تكتسب شعبية على الإطلاق. في هذه الفترة، تم تدمير جميع الأديرة، وتم نفي 30,000 كاهن وقتل مئات آخرون. عندما وقف البابا بيوس السادس ضد الثورة في الائتلاف الأول، قام نابليون بونابرت بغزو إيطاليا. نُقل البابا البالغ من العمر 82 عامًا كسجين إلى فرنسا في فبراير عام 1799 وتوفي سريعًا. لكسب الدعم الشعبي لحكمه، أعاد نابليون تأسيس الكنيسة الكاثوليكية في فرنسا من خلال كونكوردات 1801. لم يتم إرجاع أراضي الكنيسة أبدًا، ولكن تم منح رواتب للقساوسة وللديانات الأخرى من قبل الحكومة، والتي حافظت على ممتلكات الكنيسة من خلال إيرادات الضرائب. سمح للكاثوليك بمواصلة إدارة بعض مدارسهم. جلبت نهاية الحروب النابليونية، التي أشار إليها مؤتمر فيينا، الإحياء الكاثوليكي وعودة الولايات البابوية إلى البابا؛ وتم احياء اليسوعيون من جديد.

#### فرنسا القرن التاسع عشر
ظلت فرنسا أساسا كاثوليكية. تعداد 1872 أحصى 36 مليون شخص، منهم 35.4 مليون تم إدراجهم ككاثوليك، و 600,000 بروتستانت، و 50,000 كيهود ، و 80,000 كعلمانيين. فشلت الثورة في تدمير الكنيسة الكاثوليكية. واعاد كونكورد نابليون عام 1801 مكانتها. أعادت عودة البوربون في عام 1814 العديد من النبلاء الأثرياء وملاك الأراضي الذين دعموا الكنيسة، واعتبروها معقلًا للتيار المحافظ والملكية. لكن الأديرة بمقتنياتها الشاسعة من الأرض وقوتها السياسية اختفت؛ تم بيع جزء كبير من الأراضي لأصحاب المشاريع الحضرية الذين كانوا يفتقرون إلى الروابط التاريخية بالأرض والفلاحين. تم تدريب عدد قليل من الكهنة الجدد في الفترة 1790-1814، وغادر الكثير منهم الكنيسة. وكانت النتيجة أن عدد رجال الأبرشية انخفض من 60,000 في عام 1790 إلى 25,000 في عام 1815، وكثير منهم من كبار السن. تم ترك مناطق كاملة، خاصة حول باريس، مع عدد قليل من الكهنة. من ناحية أخرى، تمسكت بعض المناطق التقليدية بالإيمان، بقيادة النبلاء المحليين والأسر التاريخية. كانت العودة بطيئة للغاية في المدن الكبرى والمناطق الصناعية. مع العمل التبشيري المنتظم والتركيز الجديد على القداس والولاء للسيدة العذراء مريم، بالإضافة إلى الدعم من نابليون الثالث، كان هناك عودة. في عام 1870، كان هناك 56,500 قس، يمثلون قوة أصغر وأكثر ديناميكية في القرى والبلدات، مع شبكة كثيفة من المدارس والجمعيات الخيرية والمنظمات العلمانية. سيطر المحافظون الكاثوليك على الحكومة الوطنية بين عامي 1820 و1830، ولكن غالبًا ما كانوا يلعبون أدوارًا سياسية ثانوية أو اضطروا إلى مواجهة الاعتداء من الجمهوريين والليبراليين والاشتراكيين والعلمانيين.

#### الجمهورية الثالثة 1870-1940
طوال عمر الجمهورية الثالثة كانت هناك معارك حول وضع الكنيسة الكاثوليكية. ارتبط رجال الدين والأساقفة الفرنسيون ارتباطًا وثيقًا بالملكيين، وكان الكثير من التسلسل الهرمي ينتمون إلى عائلات نبيلة. كان الجمهوريون متمركزين في الطبقة الوسطى المناهضة للقساوسة الذين رأوا أن تحالف الكنيسة مع الملكيين يشكل تهديدًا سياسيًا للجمهورية وتهديدًا لروح التقدم الحديثة. كره الجمهوريون الكنيسة بسبب انتماءاتها السياسية والطبقية؛ بالنسبة لهم، تمثل الكنيسة تقاليد عفا عليها الزمن، مثل الخرافات والملكية. تم تعزيز الجمهوريين بدعم البروتستانت واليهود. صدرت العديد من القوانين لإضعاف الكنيسة الكاثوليكية. في عام 1879، تم استبعاد الكهنة من اللجان الإدارية في المستشفيات والمجالس الخيرية. في عام 1880، تم اتخاذ تدابير جديدة ضد الطوائف الدينية؛ من عام 1880 إلى عام 1890 جاء استبدال النساء العلمانيين بدلا من الراهبات في العديد من المستشفيات. واصلت كونكوردات نابليون عام 1801 عملها، لكن في عام 1881، قطعت الحكومة الرواتب على القساوسة الذين لم تعجبهم.
وضعت قوانين المدارس لعام 1882 للجمهوري جول فيري نظامًا وطنيًا للمدارس العامة التي كانت تدرس الأخلاق المتشددة الصارمة ولكن من دون دين. لفترة من الوقت تم التسامح مع المدارس الكاثوليكية الممولة من القطاع الخاص. أصبح الزواج المدني إلزاميًا، وتم تقديم الطلاق وإزالة القساوسة من الجيش.
عندما أصبح ليو الثالث عشر بابا في عام 1878 حاول تهدئة العلاقات بين الكنيسة والدولة. في عام 1884، أخبر الأساقفة الفرنسيين بعدم التصرف بطريقة معادية للدولة. في عام 1892 أصدر موسوعًا ينصح فيه الكاثوليك الفرنسيين بالتوافق مع الجمهورية والدفاع عن الكنيسة من خلال المشاركة في السياسة الجمهورية. فشلت هذه المحاولة لتحسين العلاقة. ظلت الشكوك العميقة الجذور على كلا الجانبين، وقد تعمق الاختلاف بسبب قضية دريفوس . وكان الكاثوليك في معظمهم ضد الدريفوسيون. نشر الفرضيون مقالات معادية للسامية ومناهضة للجمهوريين في مجلة «لا كروا». هذا اغضب السياسيين الجمهوريين الذين كانوا حريصين على الانتقام. في كثير من الأحيان كانوا يعملون في تحالف مع المحافل الماسونية. خاضت وزارة فالديك روسو (1899-1902) ووزارة كومبس (1902–05) الخلاف مع الفاتيكان بشأن تعيين الأساقفة. تمت إزالة القساوسة من المستشفيات البحرية والعسكرية (1903–04)، وتم إصدار أوامر للجنود بعدم تكرار النوادي الكاثوليكية (1904). صممت حكومة كومب في عام 1902 على هزيمة الكاثوليكية. قامت بإغلاق جميع المدارس الدينية في فرنسا. ثم قام باصدار رفض من البرلمان بالتفويض لجميع الفرق الدينية. هذا يعني أنه قد تم حل جميع الرهبانيات الأربعة والخمسون وتم رحيل عشرون ألف عضو من فرنسا على الفور، وذهب العديد منهم إلى إسبانيا. في عام 1905 تم إلغاء كونكورد 1801؛ ثم فصل الكنيسة عن الدولة أخيرًا. تمت مصادرة كل ممتلكات الكنيسة. أعطيت العبادة العامة لرابطات العلمانيين الكاثوليك الذين سيطروا على الكنائس. في الممارسة العملية، استمرت الشعائر والطقوس. أصيبت الكنيسة بأذى شديد وفقدت نصف كهنتها. ولكن على المدى الطويل، حصلت على استقلال ذاتي - لأن الدولة لم يعد لها صوت في اختيار الأساقفة وكان الغاليانية قد ماتت.

### أفريقيا
في نهاية القرن التاسع عشر، تبع المبشرين الكاثوليك الحكومات الاستعمارية إلى إفريقيا وبنوا المدارس والمستشفيات والأديرة والكنائس.

## الحقبة الصناعية
قبل المجلس ، في عام 1854 أعلن البابا بيوس التاسع بدعم من الغالبية العظمى من الأساقفة الكاثوليك ، الذين استشارهم بين عامي 1851 و 1853، عقيدة الحبل بلا دنس . قبل ثماني سنوات ، في عام 1846، منح البابا رغبة بالإجماع من الأساقفة من الولايات المتحدة ، وأعلن أن Immaculata راعي الولايات المتحدة الأمريكية.
خلال المجمع الفاتيكاني الأول، طلب حوالي 108 من آباء المجلس إضافة عبارة «العذراء البتول» إلى لقب مريم العذراء. طلب بعض الآباء تطبيق عقيدة الحبل بلا دنس التي تندرج في العقيدة الكنسية، والتي عارضها بيوس التاسع. طالب العديد من الكاثوليك الفرنسيين من البابوية العصمة وانتقال مريم من قبل المجلس المسكوني. خلال الفاتيكان الأول، قدمت تسعة عرائض مريمية عقيدة الانتقال، والتي عارضها بشدة بعض آباء المجمع، وخاصة ألألماني. في عام 1870، أكد مجمع الفاتيكان الأول عقيدة العصمة البابوية عندما تمارس في محالات محددة. أدى الخلاف حول هذا الموضوع وقضايا أخرى إلى حركة انفصالية صغيرة جدًا تسمى الكنيسة الكاثوليكية القديمة.

### التعاليم الاجتماعية
أثارت الثورة الصناعية العديد من المخاوف بشأن تدهور ظروف العمل والمعيشة للعمال الحضريين. متأثرًابالأسقف الألماني فيلهلم إيمانويل فريهر فون كيتيلر ، نشر البابا لاوون الثالث عشر في عام 1891 المنشور المعنون «الأشياء الجديدة»، الذي وضع في سياق التعليم الاجتماعي الكاثوليكي من حيث رفض الاشتراكية لكنه دعا إلى تنظيم ظروف العمل كما دعى إلى إنشاء أجر معيشة وحق العمال في تكوين النقابات.
أصدر البابا بيوس الحادي عشر، في 15 مايو 1931، المرسوم البابوي «بعد 40 سنة» والذي تناول على الآثار الأخلاقية للنظام الاجتماعي والاقتصادي، على عكس ليو، الذي تناول بشكل أساسي حالة العمال.. ودعا إلى إعادة بناء النظام الاجتماعي على أساس مبدأ التضامن والتبعية. وأشار إلى المخاطر الرئيسية التي تهدد حرية الإنسان وكرامته، والتي تنجم عن الرأسمالية غير المقيدة والشيوعية الاستبدادية.
تكرر التعاليم الاجتماعية للبابا بيوس الثاني عشر هذه التعاليم، وتطبقها بتفصيل أكبر ليس فقط على العمال وأصحاب رأس المال، ولكن أيضًا على المهن الأخرى مثل السياسيين والمربين وزوجات المنازل والمزارعين ماسكي الدفاتر والمنظمات الدولية وجميع جوانب الحياة بما في ذلك الجيش. وبتجاوز بيوس الحادي عشر، حدد أيضًا التعاليم الاجتماعية في مجالات الطب وعلم النفس والرياضة والتلفزيون والعلوم والقانون والتعليم. لا توجد أي مسألة اجتماعية، تقريبًا، لم يتناولها بيوس الثاني عشر ومرتبطة بالإيمان المسيحي. كان يطلق عليه "بابا التكنولوجيا ، لاستعداده وقدرته على دراسة الآثار الاجتماعية للتقدم التكنولوجي. وكان الشاغل المهيمن هو استمرار حقوق الفرد وكرامته. مع بداية عصر الفضاء في نهاية بابويته، استكشف بيوس الثاني عشر الآثار الاجتماعية لاستكشاف الفضاء والأقمار الصناعية على النسيج الاجتماعي للإنسانية، طالبًا بإحساس جديد بالمجتمع والتضامن في ضوء التعاليم البابوية الحالية حول التبعية.

#### دور المعاهد النسائية

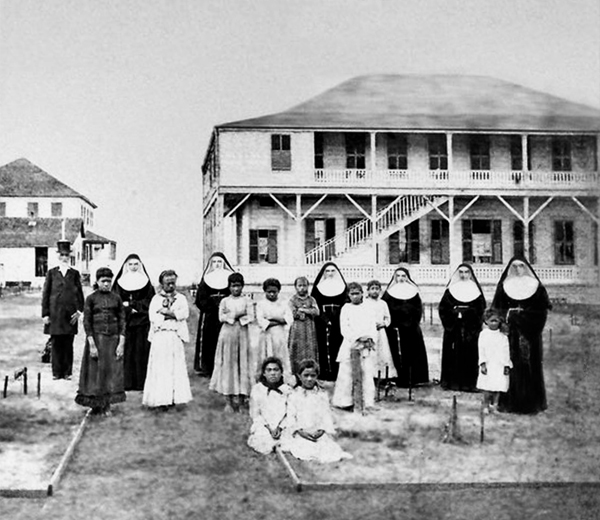
الأخوات الكاثوليك وأطفال هاواي في عام 1886. لعبت النساء الكاثوليكيات مثل القديسة ماريان كوب دورًا رئيسيًا في تطوير وإدارة العديد من أنظمة التعليم والرعاية الصحية في العالم الحديث.

لعبت النساء الكاثوليكيات دورًا بارزًا في توفير الخدمات التعليمية والصحية بما يتماشى مع التعليم الاجتماعي الكاثوليكي. كانت الرهبانيات القديمة مثل الكرمليين قد انخرطت في العمل الاجتماعي لقرون. شهد القرن التاسع عشر ازدهارًا جديدًا للمؤسسات النسائية، مكرسًا لتوفير الخدمات الصحية والتعليمية - وأصبحت الأخوات ساليسيان من دون بوسكو، والأخوات كلاريتس، ومبشري الفرنسيسكان المريميين من بين أكبر المؤسسات الدينية للمرأة الكاثوليكية على الإطلاق.
تأسست أخوات الرحمة على يد كاثرين ماكولي في أيرلندا في عام 1831، وذهبت راهباتها لتأسيس المستشفيات والمدارس في جميع أنحاء العالم. تم تأسيس الأخوات الصغيرات للفقراء في منتصف القرن التاسع عشر على يد القديسة جين يوكان في فرنسا لرعاية المسنين الفقراء الذين اتخذوا شوارع القرى والمدن الفرنسية ملجاء لهم. في المستعمرات البريطانية الأسترالية، طوبت ماري مايلوب ، كأول قديسة في أستراليا، وهي التي كانت من مؤسسي «أخوات القديس يوسف للقلب المقدس» كمعهد ديني تعليمي للفقراء في عام 1866، كما قاموا إنشاء المدارس ودور الأيتام الملاجيء للمحتاجين. في عام 187، قامت ماريا دومينيكا مازاريلو بتأسيس «أخوات ساليسيان دون بوسكو» (وتسمى أيضًا بنات ماري المساعدات في المسيحية). في عام 2012، أصبح عدد آعضاء دور التدريس أالرهبانية 14,000 عضوا مما جعلها من أكبر معاهد النساء في العالم الحديث. افتتحت القديسة ماريان كوب وأدارت أول المستشفيات العامة في الولايات المتحدة ، ووضعت معايير النظافة التي أثرت في تطوير نظام المستشفيات الأمريكية الحديث. كما أسست القديسة كاثرين دريكسيل جامعة كزافييه في لويزيانا الأميركية لمساعدة الأمريكيين من أصل أفريقي والأمريكيين الأصليين.

### المعتقدات المريمية

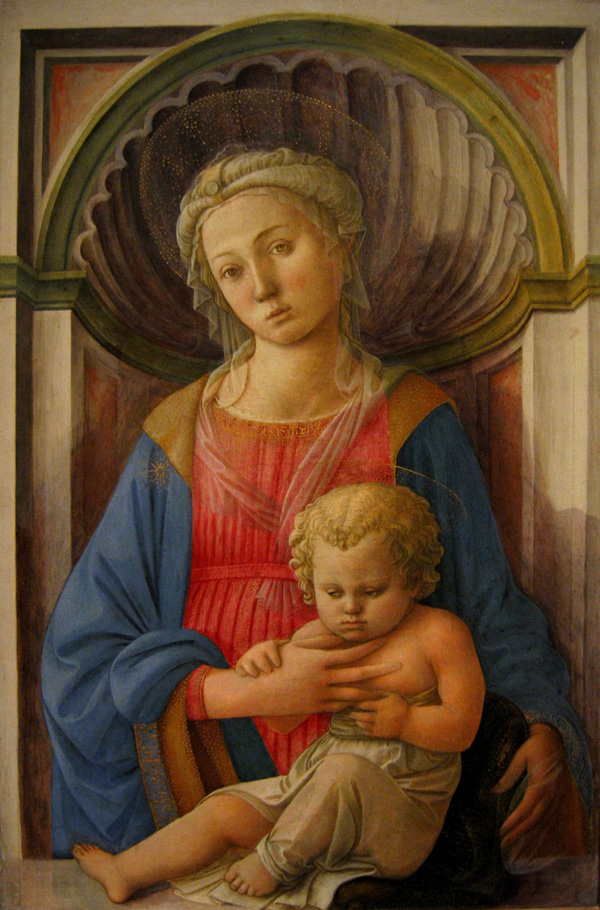
مادونا (السيدة العذراء) والطفل ، رسم فيليبو ليبي

لقد أبرز الباباوات دائمًا العلاقة الداخلية بين مريم العذراء كأم لله والقبول الكامل ليسوع المسيح كإبن الله. منذ القرن التاسع عشر، أصبح من المهم جدًا تطوير العقيدة المريمي لشرح تبجيل مريم من خلال قراراتهم، ليس فقط في مجال المعتقدات المريمية (ماريولوجي) ولكن أيضًا في الممارسات والولاءات المريمية. قبل القرن التاسع عشر، أصدر الباباوات تبجيلًا مريميا عن طريق التصريح بأيام العيد والصلاة والمبادرات وقبول ودعم الطوائف المريمية. منذ القرن التاسع عشر، بدأ الباباوات في إصدار المراسم البابوية بشكل متكرر. هكذا أصدر ليو الوردية الثالثة عشر، بابا المسبحة الوردية، أحد عشر مرسوما مريميا. أصدر الباباوات الجدد مراسيم تبجيل السيدة العذراء المباركة بعقيدتين، الحبل بلا دنس لبيوس التاسع في عام 1854 وانتقال العذراء على يد البابا بيوس الثاني عشر في عام 1950. كما أصدر بيوس الثاني عشر العيد الجديد «ملوكية مريم» الذي يحتفل بمريم بصفتها ملكة الجنة وقدم أول سنة مريمية في عام 1954، وأعلن يوحنا بولس الثاني السنة ثانية. قام كل من بيوس التاسع وبيوس الحادي عشر وبيوس الثاني عشر بتسهيل تبجيل الظهورات المريمية كما هو الحال في لورد وفاطمة. قام الباباوات في وقت لاحق، مثل جون الثالث والعشرون إلى بندكتس السادس عشر، بالترويج لزيارة مزارات مريم. سلط مجمع الفاتيكان الثاني الضوء على أهمية تبجيل مريم. أعلن بول السادس خلال المجمع أن مريم هي والدة الكنيسة .

### مواجهة الكهنوت
شهد القرن العشرين ظهور حكومات مختلفة راديكالية ومعادية لرجال الدين. أدى قانون كالس لعام 1926 الذي فصل بين الكنيسة والدولة في المكسيك إلى حرب كريستيروس التي أدت إلى اغتيال ونفي أكثر من 3000 من الكهنة،  كما تم تدنيس الكنائس والسخرية من خدمات الكنائس، واغتصاب الراهبات وأُطلاق النار على القساوسة. في الاتحاد السوفيتي وفي أعقاب ثورة 1917 البلشفية، استمر اضطهاد الكنيسة والكاثوليكية حتى ثلاثينيات القرن العشرين. بالإضافة إلى إعدام ونفي رجال الدين والرهبان والعلمانيين، كانت مصادرة الأدوات الدينية وإغلاق الكنائس شائعا. خلال الحرب الأهلية الإسبانية بين عامي 1936 و1939، ساند رجال الدين الكاثوليك حركة فرانسيسكو فرانكو المتمردة وقواته القومية ضد الجبهة الشعبية الحكومية، بسبب العنف الجمهوري الموجه ضد الكنيسة. كما كانت الكنيسة عنصرا فاعلا في السياسة الاستقطابية للسنوات السابقة للحرب الأهلية. أشار البابا بيوس الحادي عشر إلى هذه الدول الثلاث على أنها «مثلث رهيب» وأن فشل أي تحرك احتجاجي من قبل الأوروبيون والولايات المتحدة هي «مؤامرة صمت».  

### الديكتاتوريات

#### إيطاليا
هدف البابا بيوس الحادي عشر إلى إنهاء الخلاف الطويل بين البابوية والحكومة الإيطالية والحصول على الاعتراف مرة أخرى باستقلالية الكرسي الرسولي. تم الاستيلاء على معظم الولايات البابوية من قبل جيوش الملك فيكتور عمانويل الثاني (1861-1878) في عام 1860 سعيا إلى توحيد إيطاليا. تم الاستيلاء على روما نفسها بالقوة في عام 1870 وأصبح البابا «الأسير في الفاتيكان». كانت سياسات الحكومة الإيطالية دائماً معادية لرجال الدين حتى الحرب العالمية الأولى، عندما تم التوصل إلى بعض التسويات.

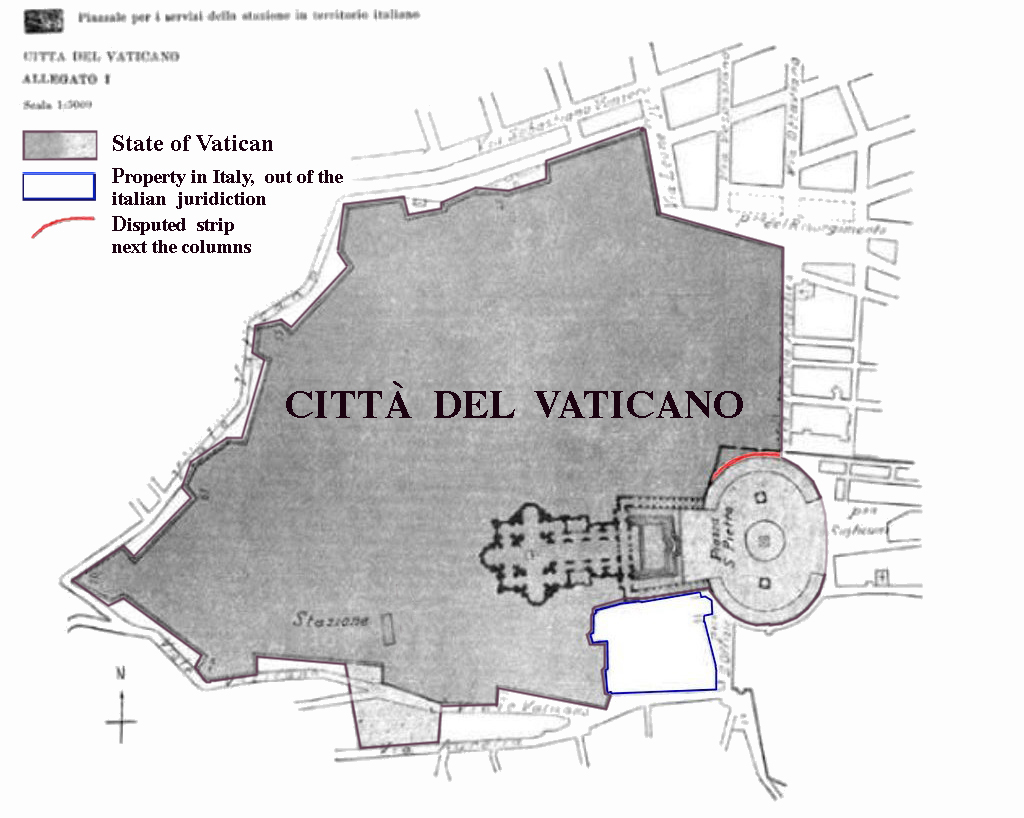
خريطة حدود مدينة الفاتيكان

لتعزيز نظامه الديكتاتوري الفاشي، كان بينيتو موسوليني حريصًا على التوصل إلى اتفاق. تم التوصل إلى اتفاق في عام 1929 مع معاهدات لاتيران، والتي ساعدت كلا الجانبين. وفقًا لأحكام المعاهدة الأولى، مُنحت مدينة الفاتيكان السيادة كدولة مستقلة في مقابل تخلي الفاتيكان عن مطالبتها بالأراضي السابقة للولايات البابوية. أصبح بيوس الحادي عشر رئيسًا لدولة صغيرة لها أراضيها وجيشها ومحطتها الإذاعية وتمثيلها الدبلوماسي. جعل كونكوردت عام 1929 الكاثوليكية الديانة الوحيدة لإيطاليا (على الرغم من التسامح مع الديانات الأخرى)، ودفع رواتب الكهنة والأساقفة، وزواج الكنيسة المعترف بها (كان على الأزواج في السابق إقامة احتفال مدني)، وجلب التعليم الديني إلى المدارس العامة. بدوره أقسم الأساقفة الولاء للدولة الإيطالية، التي كان لها حق النقض على اختيارهم  لم تكن الكنيسة ملزمة رسمياً بدعم النظام الفاشي؛ ظلت الاختلافات قوية ولكن العداء الغاضب انتهى. أيدت الكنيسة بشكل خاص السياسات الخارجية مثل دعم الجانب المعادي للشيوعية في الحرب الأهلية الإسبانية، ودعم غزو إثيوبيا. استمر الاحتكاك على شبكة شباب الحركة الكاثوليكية، والتي أراد موسوليني دمجها في مجموعته الشبابية الفاشية. تم التوصل إلى حل وسط حيث يكون للفاشيين فقط الحق برعاية الفرق الرياضية.
دفعت الحكومة إيطاليا للفاتيكان 1750 مليون ليرة (حوالي 100 مليون دولار) عن مصادرة ممتلكات الكنيسة منذ عام 1860. استثمر بيوس الحادي عشر المال في أسواق الأوراق المالية والعقارات. لإدارة هذه الاستثمارات، عيّن البابا بيرناردينو نوجارا، الشخص العلماني، لمتابعة أمور إدارة ة الاستثمار الدؤوب في أسواق الأسهم والذهب والعقود الآجلة، مما أدى لزيادة الممتلكات المالية للكنيسة الكاثوليكية بشكل كبير. واستعمل المدخول للصرف على صيانة المباني الأثرية ذات التكلفة العالية في الفاتيكان والتي كان يتم الحفاظ عليها من الأموال التي كانت تجمع من الولايات البابوية حتى عام 1870.
تدهورت علاقة الفاتيكان مع حكومة موسوليني بشكل كبير بعد عام 1930 حيث بدأت طموحات موسوليني الشمولية في التأثير أكثر فأكثر على استقلال الكنيسة. على سبيل المثال، حاول الفاشيين استيعاب مجموعات شباب الكنيسة. ردا على ذلك، أصدر بيوس الحادي عشر المنشور البابوي بعنوان: «ليس لدينا حاجة» في عام 1931 استنكرفيه اضطهاد النظام للكنيسة في إيطاليا وأدان «العبادة الوثنية للدولة».

#### النمسا وألمانيا النازية

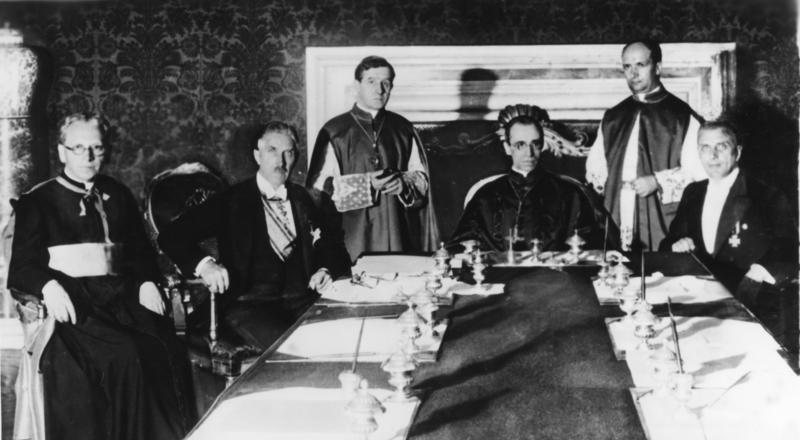
توقيع الإتفاقية بين المانية النازية والبابا في 20 يوليو 1933. من اليسار إلى اليمين: الأسقف الألماني لودفيج كاس، نائب المستشار الألماني فرانز فون بابن، ويمثل ألمانيا والمونسنيور جوزيبي بيتزاردو والكاردينال باسيلي والمونسنيور ألفريدو أوتافياني والسفير الألماني رودولف بوتمان.

دعم الفاتيكان الاشتراكيين المسيحيين في النمسا، وهي دولة ذات أغلبية سكانية كاثوليكية لكنها عنصر علماني قوي. فضل البابا بيوس الحادي عشر نظام إنجلبرت دولفوس (1932-1934)، الذي أراد إعادة تشكيل المجتمع بناءً على المنشورات البابوية. قمع دلفوس العناصر المناهضة لعلماء الدين والاشتراكيين، ولكن تم اغتياله من قبل النازيين النمساويين في عام 1934. خلفه كورت فون شوشنيغ (1934-1938) مؤيدًا للكنيسة الكاثوليكية وحصل على دعم من الفاتيكان. ضمت ألمانيا النمسا في عام 1938 وفرضت سياساتها الخاصة.
كان بيوس الحادي عشر مستعدًا للتفاوض مع أي بلد يرغب في القيام بذلك، معتقدًا أن المعاهدات المكتوبة هي أفضل طريقة لحماية حقوق الكنيسة ضد الحكومات التي تميل بشكل متزايد للتدخل في مثل هذه الأمور. تم توقيع اثني عشر كونكوردة خلال فترة حكمه مع أنواع مختلفة من الحكومات، بما في ذلك بعض حكومات الولايات الألمانية. عندما أصبح أدولف هتلر مستشارًا لألمانيا في 30 كانون الثاني (يناير) 1933 وطلب موافقة عليه، وافق بيوس الحادي عشر. تضمن كونكورد 1933 ضمانات الحرية للكنيسة في ألمانيا النازية، واستقلال المنظمات الكاثوليكية وجماعات الشباب، والتعليم الديني في المدارس.
قاة هاينريش هيملر وقوات الأمن الخاصة الأيديولوجية النازية. في الصراع من أجل السيطرة الكاملة على العقول والهيئات الألمانية، وضعت قوات الأمن الخاصة أجندة معادية للدين. لم يسمح تواجد القساوسة الكاثوليك أو البروتستانت في وحداتها (على الرغم من السماح لهم في الجيش النظامي). أسس هيملر وحدة خاصة لتحديدلتأثيرات الكاثوليكية والقضاء عليها. قررت قوات الأمن الخاصة أن الكنيسة الكاثوليكية الألمانية كانت تشكل تهديدًا خطيرًا لهيمنتها، ورغم أنها كانت قوية جدًا بحيث لا يمكن إلغاؤها، فقد تم تجريدها جزئيًا من نفوذها ، على سبيل المثال بإغلاق أندية الشباب ومنشوراتها.

### الحرب العالمية الثانية
بعد أن بدأت الحرب العالمية الثانية في سبتمبر 1939، أدانت الكنيسة غزو بولندا وما تلاها من غزوات نازية في عام 1940. إثر المحرقة، وجه البابا بيوس الثاني عشر إلى جميع الهرمي للكنيسة للمساعدة في حماية اليهود والغجر من النازيين. بينما كان الفضل في بيوس الثاني عشر هو المساعدة في إنقاذ مئات الآلاف من اليهود. كما اتُهمت الكنيسة زورا بتشجيع معاداة السامية قال ألبرت أينشتاين متحدثًا عن دور الكنيسة الكاثوليكية خلال الهولوكوست، ما يلي: «كوني محب للحرية، عندما جاءت الثورة في ألمانيا ، نظرت إلى الجامعات للدفاع عنها ، مع العلم أنها كانت تباهى دائما من تفانيهم لقضية الحقيقة؛ ولكن، لا، لقد تم إسكات الجامعات على الفور. ثم نظرت إلى رؤساء تحرير الصحف الذين افتتحت مقالاتهم الافتتاحية في الأيام الماضية حبهم للحرية؛ لكنهم، مثل الجامعات، تم إسكاتهم في غضون أسابيع قليلة... الكنيسة وحدها هي التي وقفت في مواجهة طريق حملة هتلر لقمع الحقيقة. لم يكن لدي أي اهتمام خاص بالكنيسة من قبل، لكنني الآن أشعر بحب وإعجاب كبيرين لأن الكنيسة وحدها كانت لديها الشجاعة والمثابرة للدفاع عن الحقيقة الفكرية والحرية الأخلاقية. أنا مجبر على الاعتراف بأن ما احتقرته ذات مرة أمدحه الآن بلا تحفظ». ظهر هذا الاقتباس في عدد 23 ديسمبر 1940 من مجلة تايم في الصفحة 38. واتهم معلقون آخرون متحيزون بيوس بعدم القيام بما يكفي لوقف الأعمال الوحشية التي ارتكبها النازيون. يستمر الجدل حول صحة هذه الانتقادات حتى يومنا هذا.

## عصر ما بعد الصناعة

### المجمع الفاتيكاني الثاني
انخرطت الكنيسة الكاثوليكية في عملية إصلاح شاملة بعد المجمع الفاتيكاني الثاني (1962-1965). كان المقصود منه هو استمرارية لمجمع الفاتيكان الأول، تحت رعاية البابا يوحنا الثالث والعشرون تطورت المجلس إلى محرك التحديث. حيث تم تكليفه بجعل التعاليم التاريخية للكنيسة واضحة للعالم الحديث ، وأدلى بتصريحات حول موضوعات بما في ذلك طبيعة الكنيسة، ومهمة العلمانيين والحرية الدينية. وافق المجلس على مراجعة القداس والسماح للطقوس الليتورجية اللاتينية باستخدام اللغات العامية وكذلك اللاتينية خلال القداس والأسرار المقدسة الأخرى. أصبحت الجهود التي تبذلها الكنيسة لتحسين الوحدة المسيحية أولوية. بالإضافة إلى إيجاد أرضية مشتركة حول بعض القضايا مع الكنائس البروتستانتية ، ناقشت الكنيسة الكاثوليكية إمكانية الوحدة مع الكنيسة الأرثوذكسية الشرقية. وفي عام 1966، أعرب رئيس الأساقفة أندرياس روهرتشر عن أسفه لطرد البروتستانت من سالزبورغ في القرن الثامن عشر من قبل رئيس أساقفة سالزبورغ .

#### الإصلاحات
أنتجت التغييرات في الطقوس القديمة والاحتفالات التي أعقبت الفاتيكان الثاني مجموعة متنوعة من ردود الفعل. توقف ذهاب البعض إلى الكنيسة، بينما حاول آخرون الحفاظ على القداس القديم بمساعدة الكهنة المتعاطفين. مما شكل أساس الجماعات الكاثوليكية التقليدية اليوم، والتي تعتقد أن إصلاحات الفاتيكان الثاني قد ذهبت أبعد من اللازم. يشكل الكاثوليك الليبراليون مجموعة معارضة أخرى تشعر أن إصلاحات الفاتيكان 2 لم تذهب بعيدا بما فيه الكفاية. أدت وجهات النظر الليبرالية للاهوتيين مثل هانز كونج وتشارلز كوران إلى انسحاب الكنيسة من تفويضهم لتعليم الكاثوليك. وفقًا للبروفيسور توماس بوكنكوتر، فإن معظم الكاثوليك «قبلوا التغييرات أكثر أو أقل برشاقة». في عام 2007، خفف بنديكت السادس عشر من الإذن بالاحتفال بالقداس القديم الاختياري بناءً على طلب المؤمنين.
تم وضع قانون كنسي جديد من قبل يوحنا الثالث والعشرون صدر من قبل البابا يوحنا بولس الثاني في 25 يناير عام 1983 تضمن العديد من الإصلاحات والتعديلات في قانون الكنيسة والانضباط الكنسي للكنيسة اللاتينية. حلت محل قانون الكنسي لعام 1917 الصادر عن بنديكت الخامس عشر .

### اللاهوت

#### اللاهوت التحريري
في الستينيات من القرن العشرين ، ولد الوعي الاجتماعي والتسييس المتزايدان في كنيسة أمريكا اللاتينية مما أنشاء حركة لاهوت التحرر. أصبح الكاهن البيروفي، غوستافو غوتيريز، مؤيده الأساسي، وفي عام 1979، أعلن مؤتمر الأساقفة في المكسيك رسمياً «الخيار التفضيلي للكنيسة في أمريكا اللاتينية». أصبح رئيس الأساقفة أوسكار روميرو، أحد أنصار الحركة، أشهر شهيد معاصر في المنطقة في عام 1980، عندما قُتل أثناء احتفاله بالقداس على أيدي القوات المتحالفة مع الحكومة. شجب كل من البابا يوحنا بولس الثاني والبابا بنديكت السادس عشر (كما الكاردينال راتسينجر) الحركة. كما أمرت اللاهوتي البرازيلي ليوناردو بوف مرتين بالتوقف عن النشر والتدريس  في حين تم انتقاد البابا يوحنا بولس الثاني بسبب شدته في التعامل مع أنصار الحركة، فقد أكد على أن الكنيسة، في جهودها لدعم الفقراء، لا ينبغي أن تفعل ذلك باللجوء إلى العنف أو السياسة الحزبية. لا تزال الحركة على قيد الحياة في أمريكا اللاتينية اليوم، على الرغم من أن الكنيسة تواجه الآن التحدي المتمثل في إحياء العنصرة في معظم أنحاء المنطقة.

### الجنس والقضايا الجنسانية
جلبت الثورة الجنسية التي قامت في الستينات من القرن العشرين قضايا صعبة للكنيسة. في منشور البابا بولس السادس الكنسي لعام 1968 جدد وجهة نظر الكنيسة الكاثوليكية التقليدية من الزواج والعلاقات الزوجية وأكد على تحريم استمرار عمليات النسل الاصطناعية. بالإضافة إلى ذلك، أكد المنشور من جديد على قدسية الحياة من الحمل إلى الموت الطبيعي وأكد إدانة مستمرة لكل من الإجهاض والقتل الرحيم باعتبارها خطايا جسيمة تعادل القتل.
أدت الجهود المبذولة لقيادة الكنيسة للنظر في رسامة المرأة إلى قيام البابا يوحنا بولس الثاني بإصدار وثيقتين لشرح تعاليم الكنيسة. الأولى عام 1988 لتوضيح دور المرأة على نفس القدر من الأهمية والمكمل في عمل الكنيسة. ثم في عام 1994، أوضح أن الكنيسة ترسم الرجال فقط وذلك تمثلا بيسوع الذي اختار الرجال فقط لهذا الواجب المحدد.

## الكاثوليكية اليوم

### الحوار الكاثوليكي الأرثوذكسي
في يونيو 2004، قام البطريرك المسكوني برثولوميو الأول بزيارة روما في عيد القديسين بطرس وبولس (29 يونيو) لعقد اجتماع شخصي آخر مع البابا يوحنا بولس الثاني، لإجراء محادثات مع المجلس البابوي لتعزيز الوحدة المسيحية والمشاركة في الاحتفال بيوم العيد في كنيسة القديس بطرس .
إن المشاركة الجزئية للبطريرك في القداس الإفخارستي الذي ترأسه البابا تبعت برنامج الزيارات السابقة للبطريرك ديميتريوس (1987) والبطريرك بارثولوميو الأول نفسه: المشاركة الكاملة في القداس الإلهي، إعلان مشترك من البابا والبطريرك لمهنة الإيمان وفقًا لعقيدة نيقية القسطنطينية باللغة اليونانية وكخاتمة، فإن البركة النهائية التي نقلها كل من البابا والبطريرك في مذبح كونفيسيو لم يشارك البطريرك مشاركة كاملة في القداس من القربان المقدس التي تنطوي على تكريس وتوزيع القربان المقدس نفسه.
وفقًا لممارسة الكنيسة الكاثوليكية بتضمين الفقرة عند قراءة العقيدة باللغة اللاتينية،  ولكن ليس عند قراءة العقيدة باللغة اليونانية،  البابا يوحنا بولس الثاني وبينديكت السادس عشر بتلاوة عقيدة نيقية بالاشتراك مع البطاركة ديمتريوس الأول وبدثلوميوس الاول Iفي اليونانية دون صيغة ثنائية. إن عمل هؤلاء البطاركة في تلاوة العقيدة مع الباباوات قد تعرض لانتقادات شديدة من بعض عناصر الأرثوذكسية الشرقية، مثل مطران كالافريتا اليوناني في نوفمبر 2008 
أعاد إعلان رافينا في عام 2007 على التأكيد على هذه المعتقدات، وأعاد التأكيد على فكرة أن أسقف روما هو بالفعل بروتوس، على الرغم من أن المناقشات المستقبلية ستعقد حول الممارسة الكنسية الملموسة للسيادة البابوية.

### حالات الاعتداءات الجنسية
ظهرت دعاوى كبرى في عام 2001 تزعم أن القساوسة اعتدوا جنسيا على قاصرين. استجابة للفضيحة التي تلت ذلك، وضعت الكنيسة إجراءات رسمية لمنع سوء المعاملة، وتشجع الإبلاغ عن أي سوء المعاملة التي قد تحدث ومعالجة هذه التقارير على الفور، على الرغم من أن الجماعات التي تمثل الضحايا قد شككت في فعاليتها.
تم استقالت بعض القساوسة، وتم عزل آخرين وسجنهم، وكانت هناك تسويات مالية مع العديد من الضحايا. طلب مؤتمر الأساقفة الكاثوليك بالولايات المتحدة دراسة شاملة توصلت إلى أن أربعة في المئة من جميع الكهنة الذين خدموا في الولايات المتحدة من 1950 إلى 2002 واجهوا نوعًا من الاتهام بسوء السلوك الجنسي .

### بندكتس السادس عشر
مع انتخاب البابا بنديكت السادس عشر في عام 2005، شهدت الكنيسة استمرارًا لسياسات سلفه، البابا يوحنا بولس الثاني، مع بعض الاستثناءات البارزة: جعل بنديكت عمليات التطويب لامركزية وتراجع عن قرار سلفه بشأن الانتخابات البابوية. في عام 2007، سجل رقما قياسيا في الكنيسة من خلال الموافقة على تطويب 498 شهيدًا إسبانيًا. ناقش منشوره البابوي الأول الحب والجنس في معارضة مستمرة لعدة وجهات نظر أخرى حول النشاط الجنسي.
تعقدت المحاولات الكاثوليكية لتحسين العلاقات المسكونية مع الكنيسة الأرثوذكسية الشرقية بسبب الخلافات حول كل من العقيدة والتاريخ الحديث للكنائس الكاثوليكية الشرقية الأرثوذكسية، بما في ذلك إعادة الممتلكات المصادرة للكنائس الكاثوليكية الشرقية، والتي استولت عليها الكنيسة الأرثوذكسية بعد الحرب العالمي الثانية بناء على طلب جوزيف ستالين .[بحاجة لمصدر]

### فرانسيس
مع انتخاب البابا فرانسيس في عام 201، بعد استقالة بنديكت أصبح فرانسيس البابا أول بابا يسوعي، والبابا الأول من الأمريكتين، والأول من نصف الكرة الجنوبي. منذ انتخابه للبابوية ، أظهر نهجا أبسط وأقل رسمية، حيث اختار الإقامة في دار الضيافة في الفاتيكان بدلاً من مقر البابوية. لقد أشار إلى العديد من التغييرات الدراماتيكية في السياسة - على سبيل المثال إزالة المحافظين من المناصب العليا في الفاتيكان، ودعا الأساقفة لقيادة حياة أكثر بساطة، واتخاذ موقف أكثر رعوية تجاه الشذوذ الجنسي.

## قائمة المصادر
- Aguilar، Mario (2007). The History and Politics of Latin American Theology. London: SCM Press. ج. 1. ISBN:978-0-334-04023-1.
- Armstrong، Alastair (2002). The European Reformation. London: Heinemann. ISBN:0-435-32710-0.
- Aston, Nigel. Christianity and Revolutionary Europe, 1750-1830 (2003), 379pp; a major scholarly survey.
- Atkin, Nicholas and Frank Tallett. Priests, Prelates and People: A History of European Catholicism since 1750 (2003) 390pp, A major scholarly survey.
- Black، Christopher (2001). Early Modern Italy. Routledge. ISBN:0-415-21434-3.
- Bokenkotter، Thomas (2004). A Concise History of the Catholic Church. Doubleday. ISBN:0-385-50584-1. مؤرشف من الأصل في 2022-05-31.
- Brown، Stewart J.؛ Tackett، Timothy، المحررون (2007). Cambridge History of Christianity: Volume 7, Enlightenment, Reawakening and Revolution 1660-1815. ISBN:052181605X.
- Bruni، Frank؛ Burkett، Elinor (2002). A Gospel of Shame: Children, Sexual Abuse, and the Catholic Church. Harper Perennial. ص. 336. ISBN:978-0-06-052232-2.
- Casey، James (1999). Early Modern Spain: A Social History (Social History of Modern Europe). Routledge. ISBN:0-415-20687-1.
- Chadwick، Henry (1990). "The Early Christian Community". في McManners، John (المحرر). The Oxford Illustrated History of Christianity. Oxford University Press. ص. 20–61. ISBN:0-19-822928-3. مؤرشف من الأصل في 2022-04-28.
- Chadwick، Owen (1995). A History of Christianity. Barnes & Noble. ISBN:0-7607-7332-7.
- Chadwick، Owen (1990) [1964]. The Reformation. Penguin. ISBN:0-14-013757-2. مؤرشف من الأصل في 2022-04-09.
- Chadwick, Owen. A History of the Popes 1830-1914 (2003). online نسخة محفوظة 7 أبريل 2019 على موقع واي باك مشين.
- Chadwick, Owen. The Popes and European Revolution (1981) 655pp excerpt; also online نسخة محفوظة 26 نوفمبر 2020 على موقع واي باك مشين.
- Collinge, William J. Historical dictionary of Catholicism (1997) online free
- Collins، Michael؛ Price، Mathew A. (1999). The Story of Christianity. Dorling Kindersley. ISBN:0-7513-0467-0. مؤرشف من الأصل في 2022-06-17.
- Duffy، Eamon (1997). Saints and Sinners, a History of the Popes. Yale University Press. ISBN:0-300-07332-1. مؤرشف من الأصل في 2022-04-07.
- Dussel، Enrique (1981). A History of the Church in Latin America. Wm. B. Eerdmans. ISBN:0-8028-2131-6.
- Edward، John Emerich (1908). The Cambridge Modern History. Macmillan & Co. ltd., original from Harvard University. ISBN:0-674-02585-7.
- Fahlbusch، Erwin (2007). The Encyclopedia of Christianity. Wm. B. Eerdmans. ISBN:0-8028-2415-3. مؤرشف من الأصل في 2020-03-12.
- Franzen, August; Bäumer, Remigius; Fröhlich, Roland (2000). Kleine Kirchengeschichte (بالألمانية). Freiburg: Herder. ISBN:978-3-451-26896-0.(quoted as Franzen)
- Franzen, August; Bäumer, Remigius (1988). Papstgeschichte (بالألمانية). Freiburg: Herder. ISBN:3-451-08578-X.(quoted as Franzen, Papstgeschichte)
- Haigh، Christopher (1987). The English Reformation Revised. Cambridge University Press. ISBN:0-521-33631-7.
- Hales, E. E. Y. Pio Nono: A study in European politics and religion in the nineteenth century (2013) 352pp excerpt; also online نسخة محفوظة 26 نوفمبر 2020 على موقع واي باك مشين.
- Hitchcock، Susan Tyler؛ Esposito، John (2004). Geography of Religion. National Geographic Society. ISBN:0-7922-7313-3. مؤرشف من الأصل في 2022-04-28.
- Jackson، Robert H. (2000). From Savages to Subjects: Missions in the History of the American Southwest. ME Sharpe, Inc. ISBN:978-0-7656-0597-9.
- Jackson، T.A. (1991). Ireland Her Own. Lawrence & Wishart. ISBN:0-85315-735-9.
- Bruce E. Johansen (2006). The Native Peoples of North America. Rutgers University Press. ISBN:0-8135-3899-8.
- Kamen، Henry (1997). The Spanish Inquisition. London: Weidenfeld & Nicolson. ISBN:0-297-81719-1.
- King، Kenneth (1975). Mission to Paradise: The Story of Junipero Serra and the Missions of California. Society of California Pioneers. مؤرشف من الأصل في 2020-03-12.
- Koschorke، Klaus؛ Ludwig، Frieder؛ Delgado، Mariano (2007). A History of Christianity in Asia, Africa, and Latin America, 1450–1990. Wm B Eerdmans Publishing Co. ISBN:978-0-8028-2889-7.
- Langan، Thomas (1998). The Catholic Tradition. University of Missouri Press. ISBN:978-0-8262-6096-3. مؤرشف من الأصل في 2022-04-10.
- Le Goff، Jacques (2000). Medieval Civilization. Barnes & Noble. ISBN:978-0-7607-1652-6. مؤرشف من الأصل في 2022-05-10.
- Leith، John (1963). Creeds of the Churches. Aldine Publishing Co. ISBN:0-664-24057-7. مؤرشف من الأصل في 2020-03-12.
- MacCulloch، Diarmaid (2010). Christianity: The First Three Thousand Years. Viking. ISBN:978-0-670-02126-0. مؤرشف من الأصل في 2022-04-08. (originally published 2009 by Allen Lane, as A History of Christianity)
- MacMullen، Ramsay (1984). Christianizing the Roman Empire: (A.D. 100–400). New Haven, CT: Yale University Press. ISBN:978-0-585-38120-6. مؤرشف من الأصل في 2022-04-07.
- Markus، Robert (1990). "From Rome to the Barbarian Kingdom (339–700)". في McManners، John (المحرر). The Oxford Illustrated History of Christianity. Oxford University Press. ص. 62–91. ISBN:0-19-822928-3. مؤرشف من الأصل في 2022-04-28.
- McManners، John (1990). The Oxford Illustrated History of Christianity. Oxford University Press. ISBN:0-19-822928-3.
- Mourret, Fernand. History of the Catholic Church (8 vol, 1931) comprehensive history to 1878. country by country. online free; by French Catholic priest.
- Norman، Edward (2007). The Roman Catholic Church, An Illustrated History. University of California Press. ISBN:978-0-520-25251-6. مؤرشف من الأصل في 2022-04-28.
- Orlandis، Jose (1993). A Short History of the Catholic Church. Scepter Publishers. ISBN:1-85182-125-2. مؤرشف من الأصل في 2020-03-12.
- Pham، John Peter (2006). Heirs of the Fisherman: Behind the Scenes of Papal Death and Succession. Oxford University Press. ISBN:0-19-517834-3. مؤرشف من الأصل في 2021-04-19.
- Price, Roger, Religious Renewal in France, 1789-1870: The Roman Catholic Church between Catastrophe and Triumph (2018) online review
- Riley-Smith، Jonathan (1997). The First Crusaders. Cambridge University Press. ISBN:978-0-511-00308-0. مؤرشف من الأصل في 2022-04-28.
- Samora، Julian؛ Simon، Patricia Vandel؛ Candelaria، Cordelia؛ Pulido، Alberto L (1993). A History of the Mexican-American People. University of Notre Dame Press. ISBN:978-0-268-01097-3. مؤرشف من الأصل في 2022-04-11.
- Schama، Simon (2003) [2000]. "Burning Convictions". A History of Britain 1: At the Edge of the World?. London: بي بي سي Worldwide. ص. 309–11. ISBN:0-563-48714-3.
- Scheina، Robert L. (2007). Latin America's Wars: The Age of the Caudillo. Brassey's. ISBN:1-57488-452-2. مؤرشف من الأصل في 2020-03-12.
- Scruton، Roger (1996). A Dictionary of Political Thought. Macmillan. ISBN:0-330-28099-6.
- Solt، Leo Frank (1990). Church and State in Early Modern England, 1509-1640. Oxford University Press. ISBN:0-19-505979-4.
- Stacy، Lee (2003). Mexico and the United States. Marshall Cavendish. ISBN:0-7614-7402-1.
- Steinfels، Peter (2003). A People Adrift: The Crisis of the Roman Catholic Church in America. Simon & Schuster. ISBN:0-684-83663-7.
- Tyerman، Christopher (2006). God's War: A New History of the Crusades. Harvard University Press. ISBN:0-674-02387-0. مؤرشف من الأصل في 2022-05-12.
- Vidmar، John (2005). The Catholic Church Through the Ages. Paulist Press. ISBN:0-8091-4234-1. مؤرشف من الأصل في 2022-04-10.
- Walsh، Mary Ann؛ Thavis, John (2003). John Paul II: A Light for the World, Essays and Reflections on the Papacy of. Rowman & Littlefield. ISBN:1-58051-142-2. مؤرشف من الأصل في 2020-03-12.
- Wedewer, Hermann, and Joseph McSorley. A short history of the Catholic Church (1918), capsule history country by country; population statistics for early 20th century. online free
- Woods Jr، Thomas (2005). How the Catholic Church Built Western Civilization. Regnery Publishing, Inc. ISBN:0-89526-038-7. مؤرشف من الأصل في 2022-04-07.
- Woodwards, E.L. Three Studies in European Conservatism. Mettenich: Guizot: The Catholic Church In The Nineteenth Century (1923) online pp 231–344.
- Woolner، David (2003). FDR, The Vatican and the Roman Catholic Church in America, 1933–1945. Macmillan. ISBN:978-88-209-7908-9. مؤرشف من الأصل في 2020-03-12.